# Fiat Ducato
Der Fiat Ducato ist ein Kleintransporter, der von Fiat und Groupe PSA seit Anfang 1982 im Joint-Venture Sevel Sud hergestellt wurde, am 16. Januar 2021 fusionierten die beiden Kooperationspartner zu Stellantis, für die die Fahrzeuge seitdem gebaut werden. Die baugleichen Citroën C25 (heute Citroën Jumper), Peugeot J5 (heute Peugeot Boxer), Opel/Vauxhall Movano (seit Ende 2021), Toyota Proace Max (seit 2024), Iveco eSuperJolly (ab 2026) und Ram ProMaster (seit 2013) unterscheiden sich hauptsächlich durch die verwendeten Motoren vom Ducato. Als Ersatz für den Fiat 900 wurde 1989 der Talento eingeführt, eine Version mit kürzerem Radstand in allen Varianten, die es nur von Fiat gab. Mit der Einführung der 2. Generation wurde der Fiat Talento bzw. die Kurzversion nicht mehr produziert, stattdessen startete 1996 der Fiat Scudo der jeweils baugleich mit Peugeot Expert und Citroën Jumpy ist und von Sevel Nord (heute Stellantis Hordain) produziert wird.
Der Ducato I gab den Anstoß dazu, dass bis heute eine Vielzahl von Wohnmobilen auf dessen Basis produziert wird. Speziell für diesen Zweck gibt es den Ducato und seine Schwestermodelle auch als Fahrgestell mit Einzelkabine und als Triebkopf (Fahrgestell inklusive Motor ohne Karosserie für integrierte Wohnmobile) oder mit zusätzlichem Cockpit, Sitzen und nach oben und hinten offener Frontverkleidung (für teilintegrierte und Alkoven-Mobile).
Die zweite Generation des Ducato sowie der Citroën Jumper I und Peugeot Boxer I wurden 1994 zum Van of the Year gewählt.

## Aufbauvarianten
- Kastenwagen/Kastenwagen verglast (4 Längen, 3 Höhen)
- Kleinbus
- Pritschenwagen mit Einzel- oder Doppelkabine
- Fahrgestell mit Führerhaus (Einzel- oder Doppelkabine) oder ohne (Triebkopf)

## Fiat Ducato I/Alfa Romeo AR6/Citroën C25/Peugeot J5/Talbot Express (Typ 280/290, 1982–1994)
Der Fiat Ducato I, Alfa Romeo AR6, Citroën C25, Peugeot J5 und Talbot Express (Typ 280) war ein leichtes Nutzfahrzeug, das von Sevel von Januar 1982 bis August 1990 produziert wurde.
Das Joint Venture Sevel von Fiat und PSA im Nutzfahrzeugbereich zeigt sich an nahezu baugleichen Fahrzeugen der ursprünglich fünf und zuletzt noch drei Marken der beiden Kooperationspartner. So war die erste Ducato-Generation weitgehend baugleich mit dem Peugeot J5, Citroën C25 und dem Talbot Express. In Italien wurde der Ducato von April 1985 bis Dezember 1989 auch unter dem Namen Alfa Romeo AR6 angeboten.
Der Ducato und seine Schwestermodelle hatten ein Fünfganggetriebe und Lenkradschaltung. Daher war die Fahrerkabine ohne herkömmlichen Schalthebel durchgehend begehbar. Mittlerweile übernahm auch die Konkurrenz dieses Detail. Außerdem konnten die Frontantriebs-Fahrzeuge wahlweise mit Allradantrieb geordert werden. Der Ducato I mit dem 2,5 TD mit 95 PS (70 kW) war einer der Vorreiter der Lieferwagen mit hoher Endgeschwindigkeit. Dieser Motor war für die Modelle von Peugeot, Citroën und Talbot nicht erhältlich. Den 75 PS (55 kW) leistenden 2,5-Liter-Dieselmotor ohne Aufladung hingegen gab es auch im Iveco Daily I; die Höchstgeschwindigkeit mit diesem Motor lag bei 125 km/h. Der 2,5-Liter-Saug-Dieselmotor gilt als langlebig, ausgereift und robust. Bei hohen Drehzahlen der Dieselmotoren war der Geräuschpegel in der Fahrerkabine sehr hoch. Die Vorderräder waren einzeln an MacPherson-Federbeinen und Querlenkern aufgehängt, hinten gab es eine Starrachse an Blattfedern mit Teleskopstoßdämpfern. Das Leergewicht lag je nach Modellvariante und Ausstattung bei etwa 1500 kg, so dass eine Zuladung bei den 2,8-Tonnern bis 1300 kg möglich war. Angeboten wurde auch ein Modell mit langem Radstand, so wie die Kastenwagen auch mit Hochdach erhältlich waren. An den Vorderrädern waren Scheibenbremsen und an den Hinterrädern Trommelbremsen eingebaut. Ein Bremskraftverstärker war serienmäßig, aber keine Servolenkung. Das Reserverad war über dem Motor im Motorraum über einen Plastikteller mit einer Schraube befestigt. Die Handbremse war über einen Bremshebel links neben dem Fahrersitz zu betätigen. Unter dem Fahrersitz befand sich ein Staukasten.
Die Modelle mit kurzem Radstand wurden nicht als Fiat Ducato, sondern ab März 1989 als Talento verkauft. Gleichzeitig wurde der Ducato Typ 280 überarbeitet, und der Typ 290 kam auf den Markt. Innenraum und Technik wurden verbessert und der Fensterausschnitt in den Türen für eine bessere Rundumsicht verändert.
In Großbritannien – hier mit Rechtslenkung – gab es den Talbot Express von Januar 1984 bis Dezember 1993 als letztes unter dem Markennamen Talbot verkauftes Kraftfahrzeug und als Nachfolger des Dodge Spacevan.
Ab Juli 1990 wurde nur noch der Typ 290 angeboten.
Eine elektrisch angetriebene Version des Ducato Typ 290 wurde in einer Kleinserie mit dem bis zu 43 kW (58,5 PS) starken Gleichstrommotor T29C CLT250 (Nebenschluss 120/180 V Spannung) von Leroy-Somer ausgeliefert. Die 28 reihengeschalteten Blei-Gel-Batterien von Sonnenschein DRYFIT TRACTION 6 V-160 Ah jeweils 31,5 kg wurden mit einem Batteriemanagementsystem ausgestattet und in einem 868 kg schweren Akkublock in der Fahrzeugmitte zwischen den Achsen angebracht, dieser verringerte die dort nutzbare Innenraumhöhe. Der Fiat Ducato Elettra ermöglichte noch eine Zuladung bis 750 kg bei einem Gesamtgewicht von 3190 kg. Die Reichweite wurde mit 70 km bei einer Speicherkapazität von bis zu 130 Ah angegeben, die Maximalgeschwindigkeit im fünften Gang lag bei 80 km/h.
Im Februar 1994 endete die Produktion des ersten Ducato, J5 und C25.

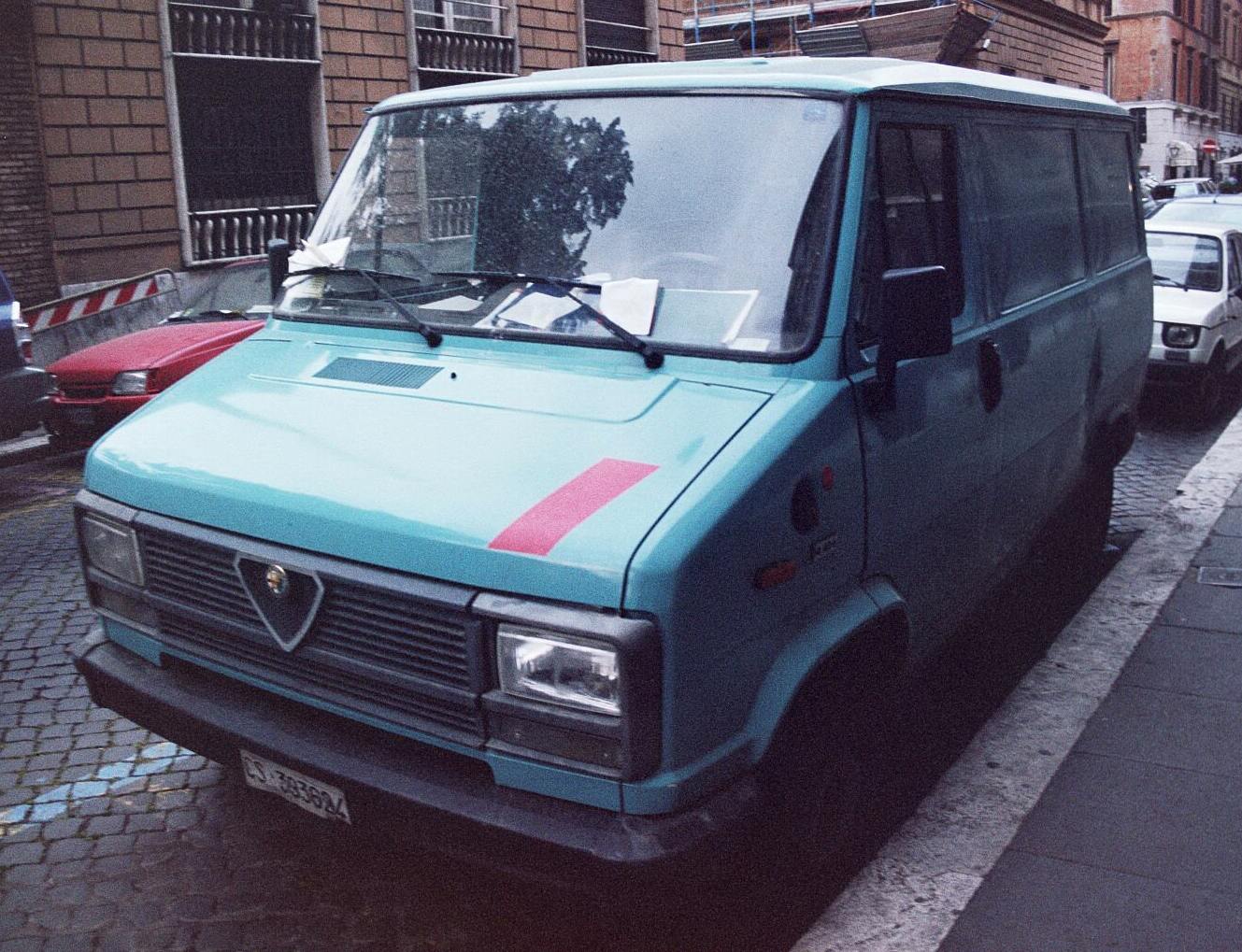
Alfa Romeo AR6 Typ 280 (1985–1989)
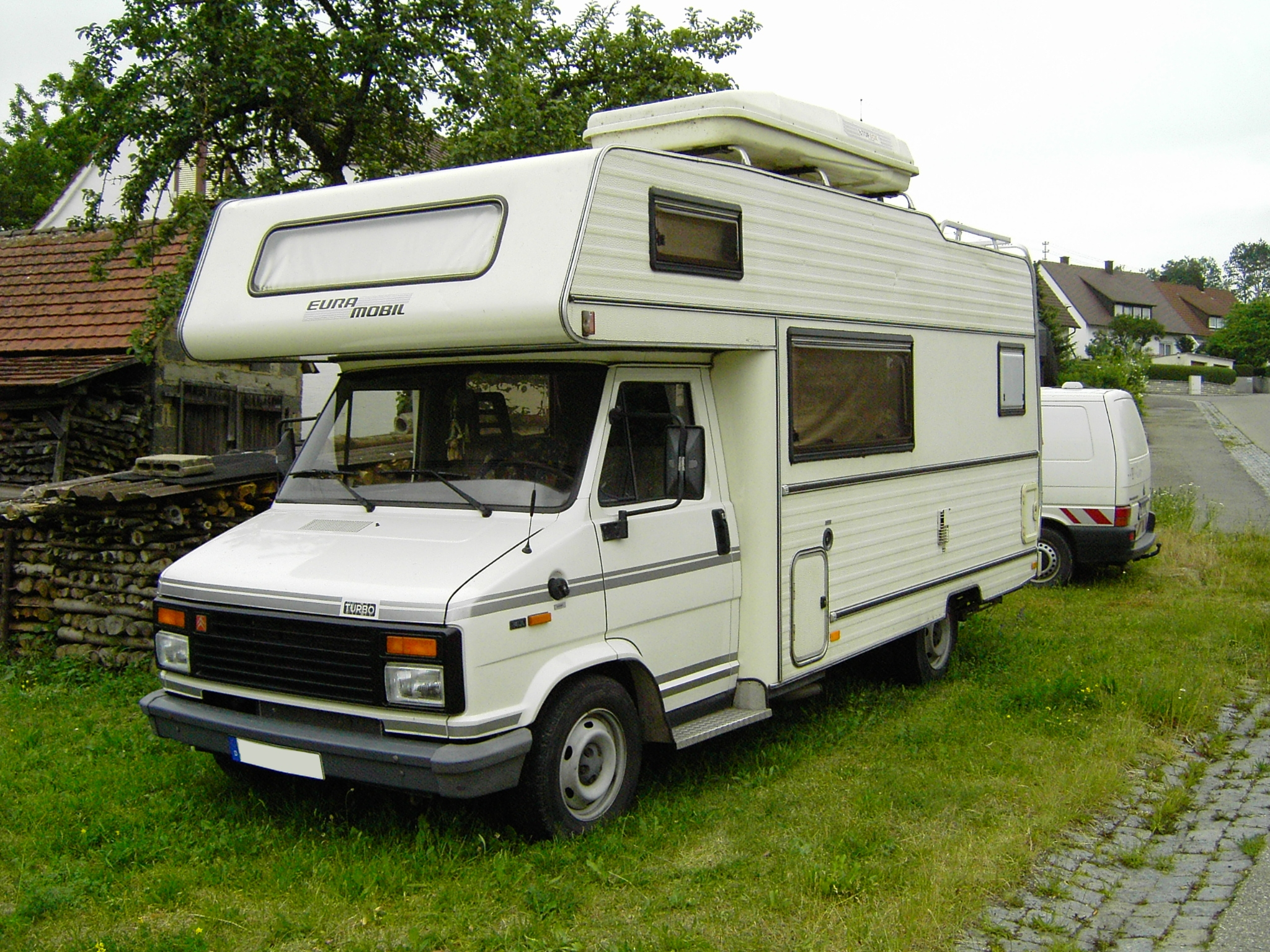
Citroën C25 Typ 280 (1982–1990) als Wohnmobil
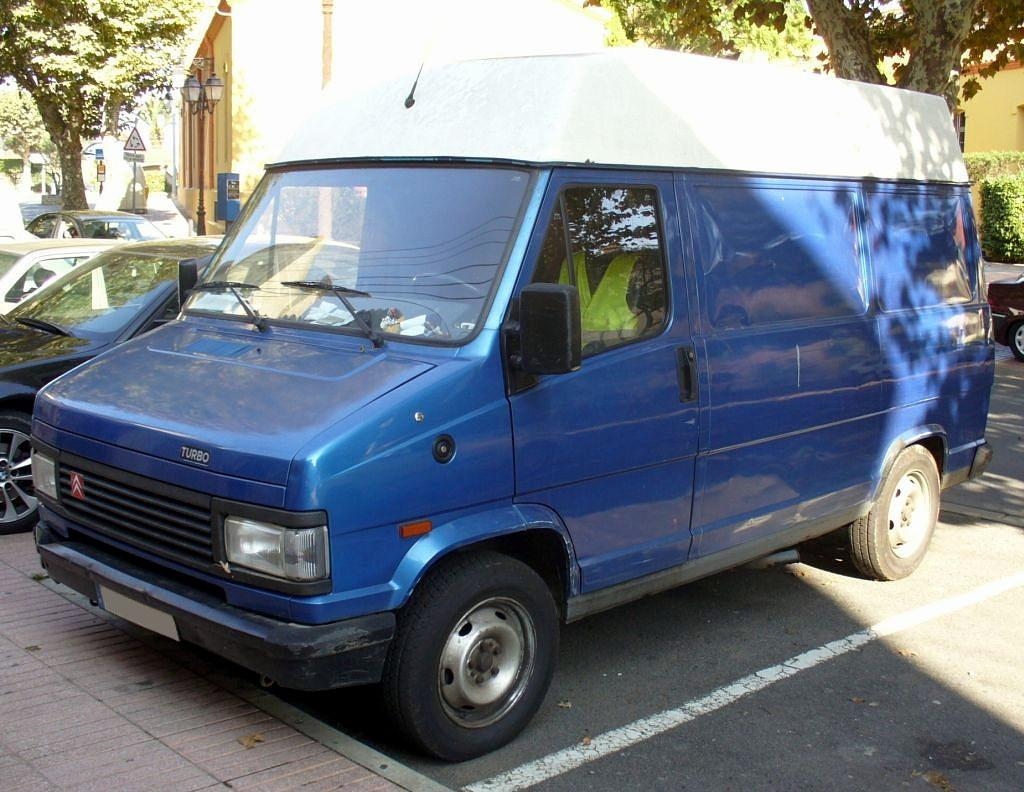
Citroën C25 Typ 290 (1990–1994) als Kastenwagen mit Hochdach
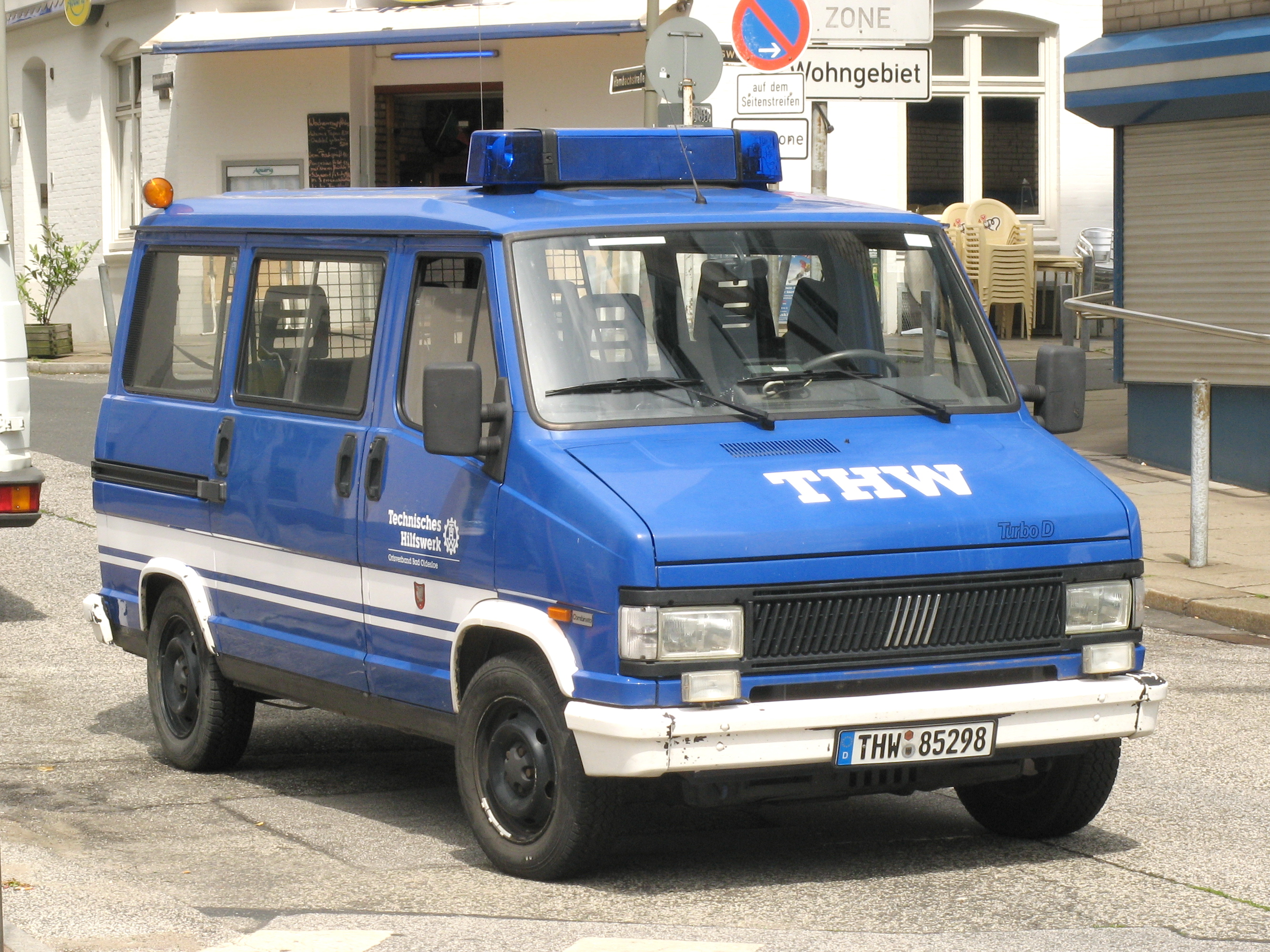
Fiat Ducato Typ 290 (1990–1994)
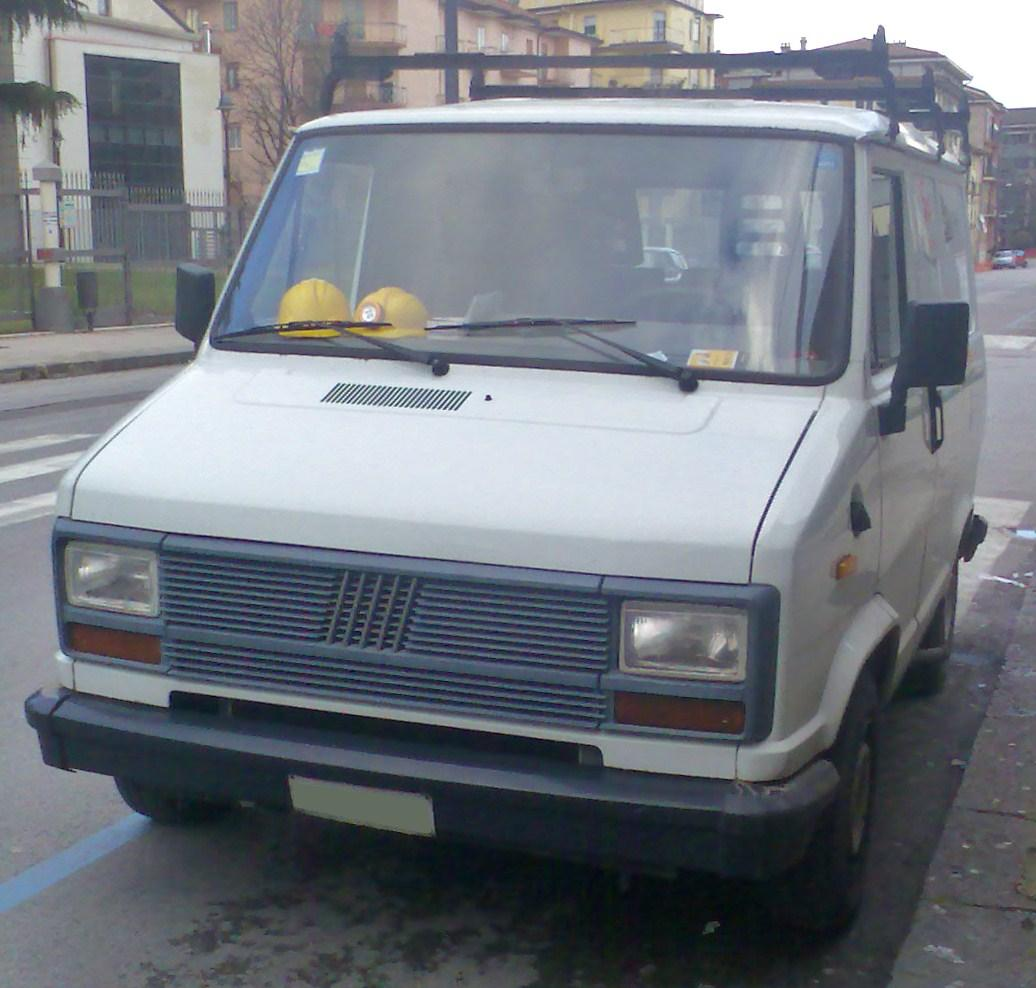
Fiat Talento Typ 280 (1989–1990)
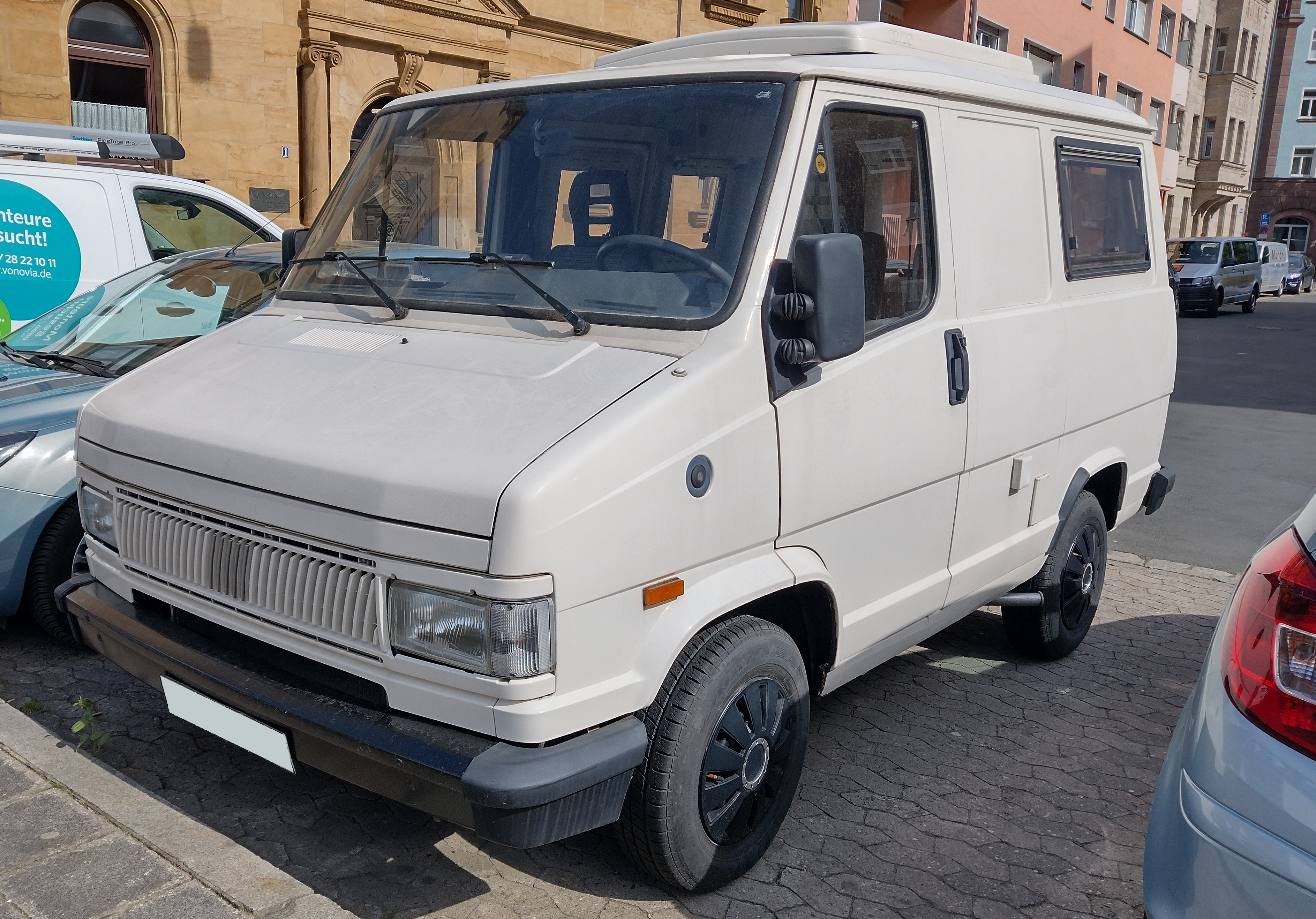
Fiat Talento (1990–1994)
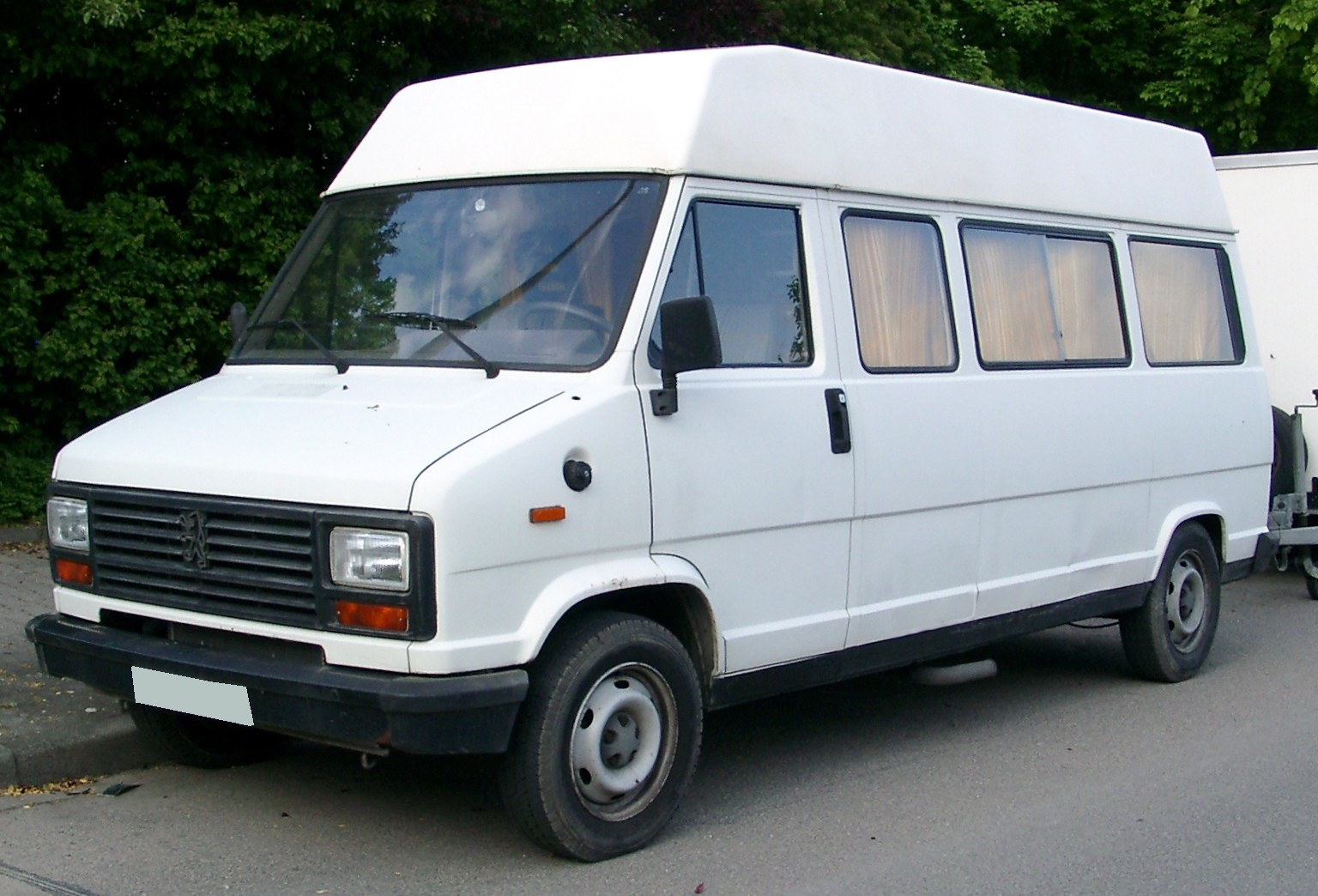
Peugeot J5 Typ 280 (1982–1990)
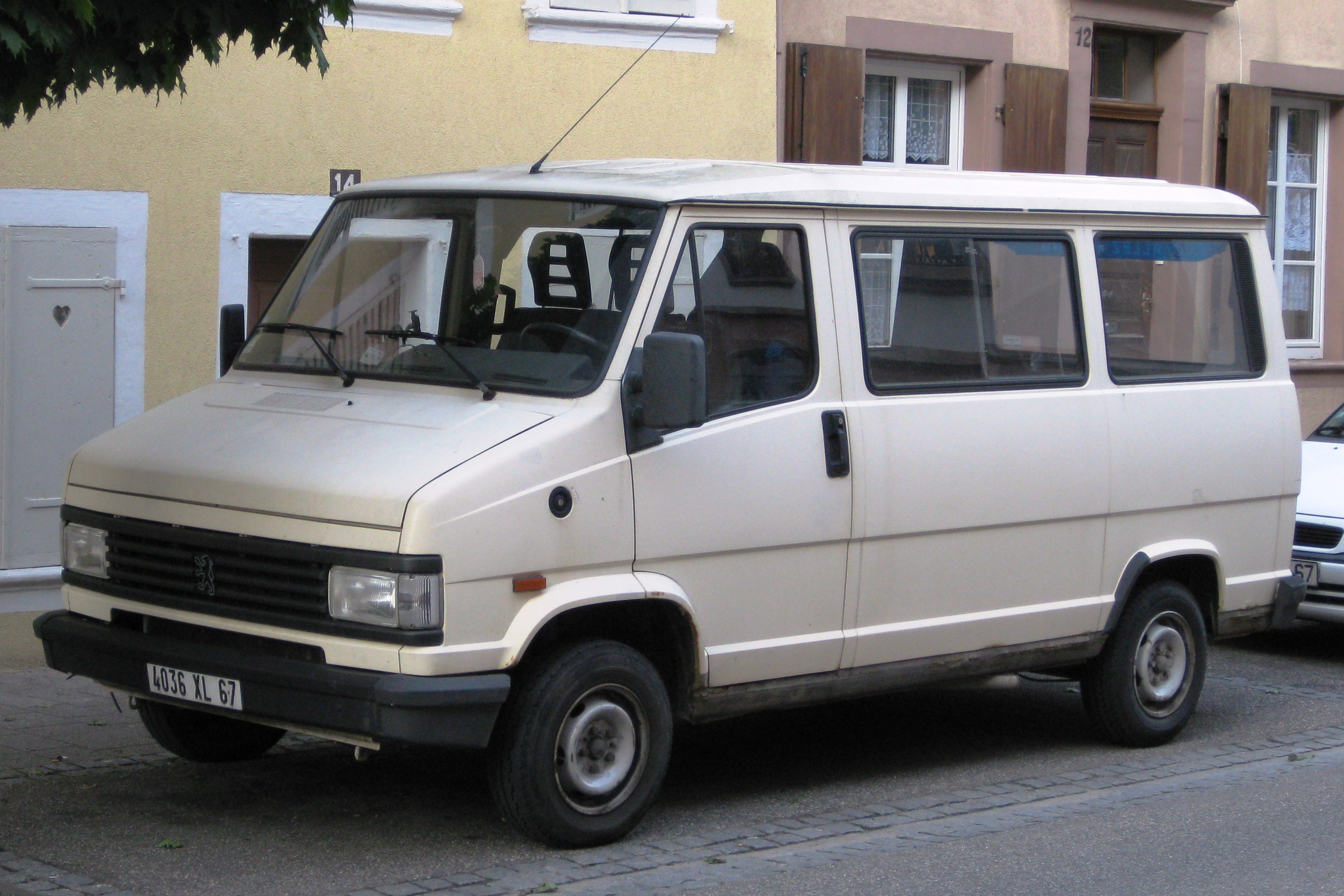
Peugeot J5 Typ 290 (1990–1994)
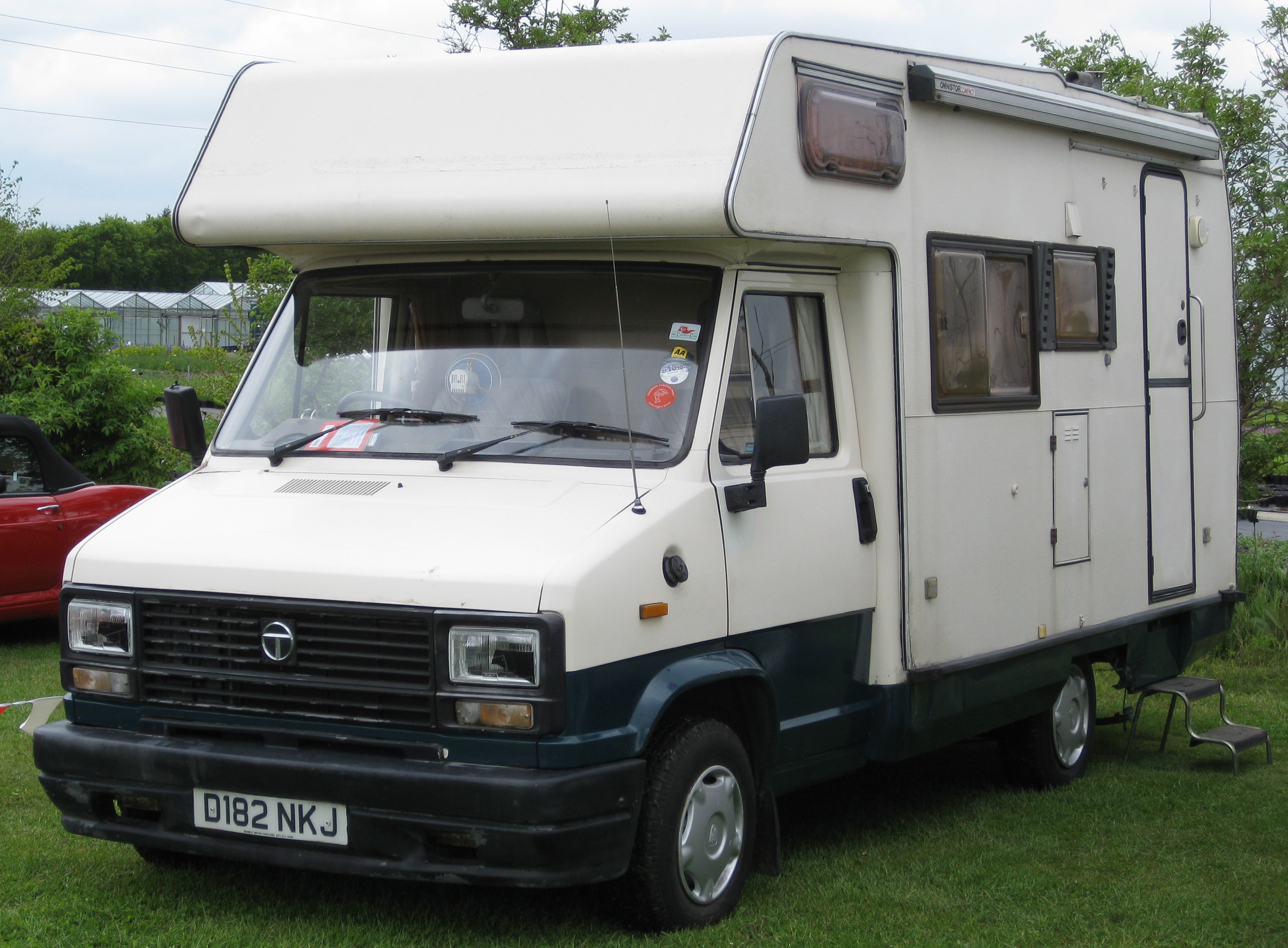
Talbot Express Typ 280 (1984–1990) als Wohnmobil
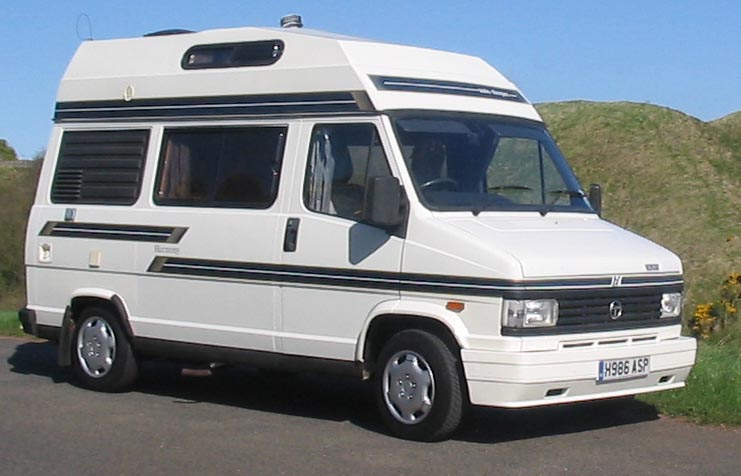
Talbot Express Typ 290 (1990–1993)

### Modellvarianten
- 800
- 950
- 1000
- 1300
- 1400
- 1800

### Motoren
| Modell        | Hubraum cm³ | max. Leistung                | max. Drehmoment       | Motorhersteller | Motorkennung       | erhältlich für (Marken)                    |
| Ottomotoren   | Ottomotoren | Ottomotoren                  | Ottomotoren           | Ottomotoren     | Ottomotoren        | Ottomotoren                                |
| ------------- | ----------- | ---------------------------- | --------------------- | --------------- | ------------------ | ------------------------------------------ |
| 1800          | 1976        | 51 kW (69 PS) bei 4800 min−1 | 136 Nm bei 2300 min−1 | PSA             | XM7T/169B          | Fiat, Alfa Romeo, Citroën, Peugeot, Talbot |
| 2000          | 1971        | 57 kW (78 PS) bei 5000 min−1 | 152 Nm bei 2500 min−1 | PSA             | 170B               | Fiat, Alfa Romeo, Citroën, Peugeot, Talbot |
| 2000          | 1971        | 63 kW (86 PS) bei 4750 min−1 | 160 Nm bei 2500 min−1 | PSA             | 170C               | Fiat, Alfa Romeo, Citroën, Peugeot, Talbot |
| 2000 Kat.     | 1971        | 62 kW (84 PS) bei 4750 min−1 | 160 Nm bei 2500 min−1 | PSA             | 170D               | Fiat, Alfa Romeo, Citroën, Peugeot, Talbot |
| Dieselmotoren |             |                              |                       |                 |                    |                                            |
| 1.9 D         | 1905        | 51 kW (69 PS) bei 4600 min−1 | 120 Nm bei 2000 min−1 | PSA             | XUD9 A (D9B)       | Citroën, Peugeot, Talbot                   |
| 1929 D        | 1929        | 51 kW (69 PS) bei 4600 min−1 | 120 Nm bei 2500 min−1 | Fiat            | 149B1000           | Fiat, Alfa Romeo                           |
| 1929 TD       | 1929        | 60 kW (82 PS) bei 4100 min−1 | 181 Nm bei 2500 min−1 | Fiat            | M705 (280A1000)    | Fiat, Alfa Romeo                           |
| 2445 TD       | 2445        | 68 kW (92 PS) bei 3800 min−1 | 216 Nm bei 2200 min−1 | SOFIM           | 8144.21            | Fiat, Alfa Romeo                           |
| 2.5 D         | 2500        | 54 kW (73 PS) bei 4250 min−1 | 149 Nm bei 2250 min−1 | PSA             | CRD93L (U25/661)   | Citroën, Peugeot, Talbot                   |
| 2.4 D         | 2428        | 53 kW (72 PS) bei 4200 min−1 | 147 Nm bei 2400 min−1 | SOFIM           | 8144.61            | Fiat, Alfa Romeo                           |
| 2500 D        | 2445        | 53 kW (72 PS) bei 4200 min−1 | 147 Nm bei 2400 min−1 | SOFIM           | 8144.61            | Fiat, Alfa Romeo                           |
| 2500 D        | 2449        | 55 kW (75 PS) bei 4200 min−1 | 162 Nm bei 2200 min−1 | SOFIM           | 8144.61            | Fiat, Alfa Romeo                           |
| 2500 D        | 2500        | 55 kW (75 PS) bei 4200 min−1 | 162 Nm bei 2200 min−1 | SOFIM           | 8144.67            | Fiat, Alfa Romeo                           |
| 2.5 TD        | 2500        | 70 kW (95 PS) bei 3700 min−1 | 210 Nm bei 2000 min−1 | PSA             | CRD93-LS (U25/673) | Citroën, Peugeot, Talbot                   |
| 2500 TD       | 2500        | 70 kW (95 PS) bei 3800 min−1 | 216 Nm bei 2000 min−1 | SOFIM           | 8140.27            | Fiat, Alfa Romeo                           |

## Fiat Ducato II/Citroën Jumper I/Peugeot Boxer I (Typ 230/244, 1994–2006)
Die Serie II (Typ 230) wurde ab März 1994 wieder von der Sevel produziert und war auch wieder mit verschiedenen Aufbauten erhältlich. Die meistverkaufte Version war auch bei Fiat der geschlossene Kastenwagen. Bei PSA hießen die entsprechenden Modelle jetzt Peugeot Boxer und Citroën Jumper. Eine Alfa Romeo- oder Talbot-Variante gab es nicht mehr.
Hervorstechend am zweiten Ducato war der 2,5-Liter-Turbodieselmotor mit Direkteinspritzung und 85 kW (115 PS), der von Iveco stammte und gebaut wurde. Diesen gab es nur im Ducato; je nach Version ermöglichte er eine Höchstgeschwindigkeit bis zu 150 km/h. Neben optionalem Allradantrieb waren nun auch ein Fahrer-Airbag und ein Antiblockiersystem als Option erhältlich. Zudem gab es optional nun auch ein Automatikgetriebe.
1998 wurde der 2,5-Liter-TDI-Motor durch den 90 kW (122 PS) leistenden 2,8-Liter-i.d.-TD ersetzt, ab 2000 gab es den 2,8-Liter-JTD/HDi mit 94 kW (128 PS) und Common-Rail-Einspritzung. Dieser Motor kam nun auch in den Schwestermodellen von PSA zum Einsatz.
Im April 2002 erfuhren Ducato II, Jumper I und Boxer I ein Facelift (Typ 244), bei dem neben neuen Motoren auch eine neue Front mit größeren Klarglasscheinwerfern eingeführt wurde. Zudem wurden der Innenraum und die Instrumente überarbeitet. Der Fahrer-Airbag wurde Serienstandard, ebenso wie ABS bei den größeren Motoren. Ein Beifahrer-Airbag wurde als Option angeboten, ebenso wie eine Traktionskontrolle bei den größeren Motoren.
Im August 2006 beendete Sevel die Produktion der zweiten Generation. In anderen Märkten ist dieses Modell nach wie vor in Produktion.

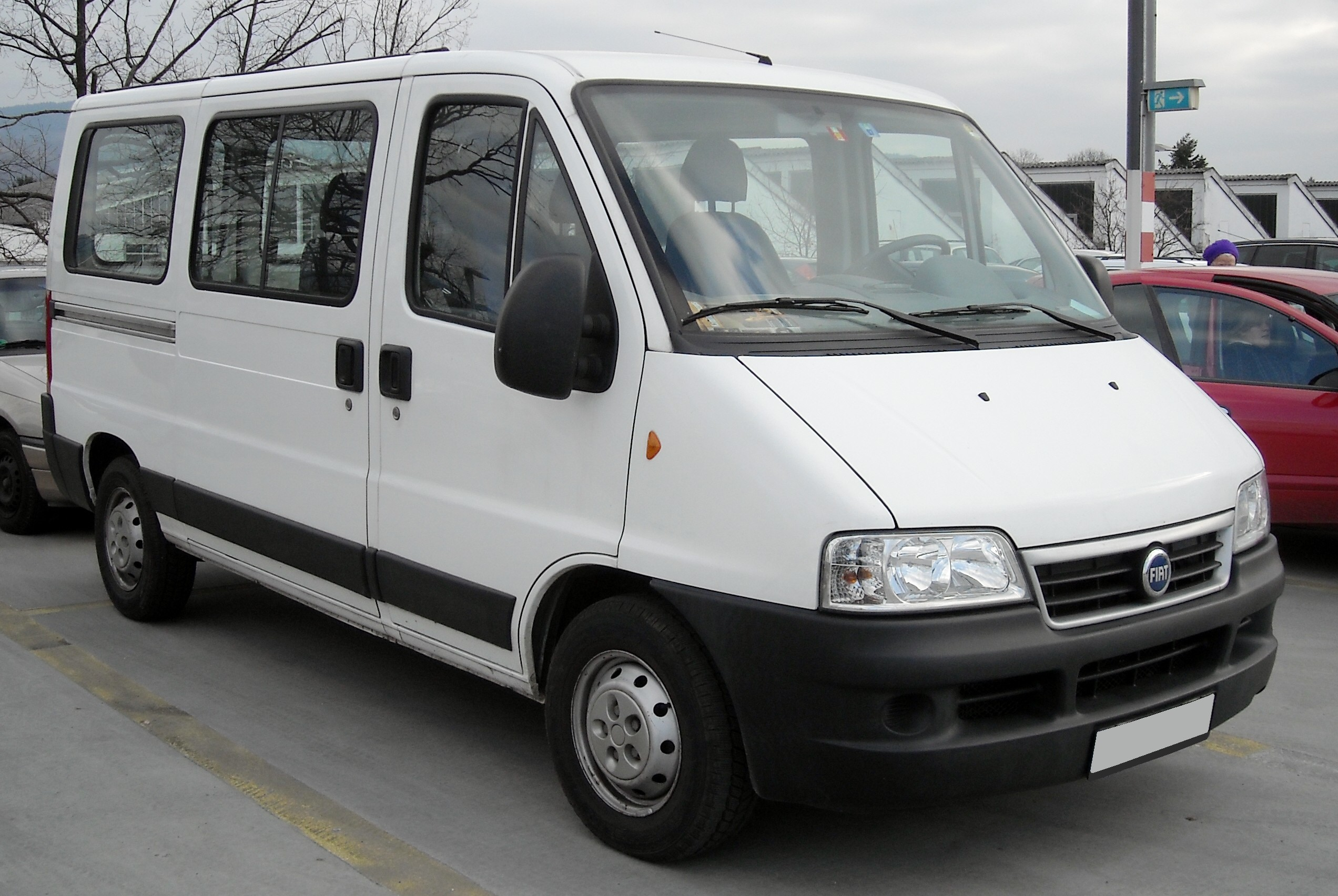
Fiat Ducato II Typ 244 (2002–2006)
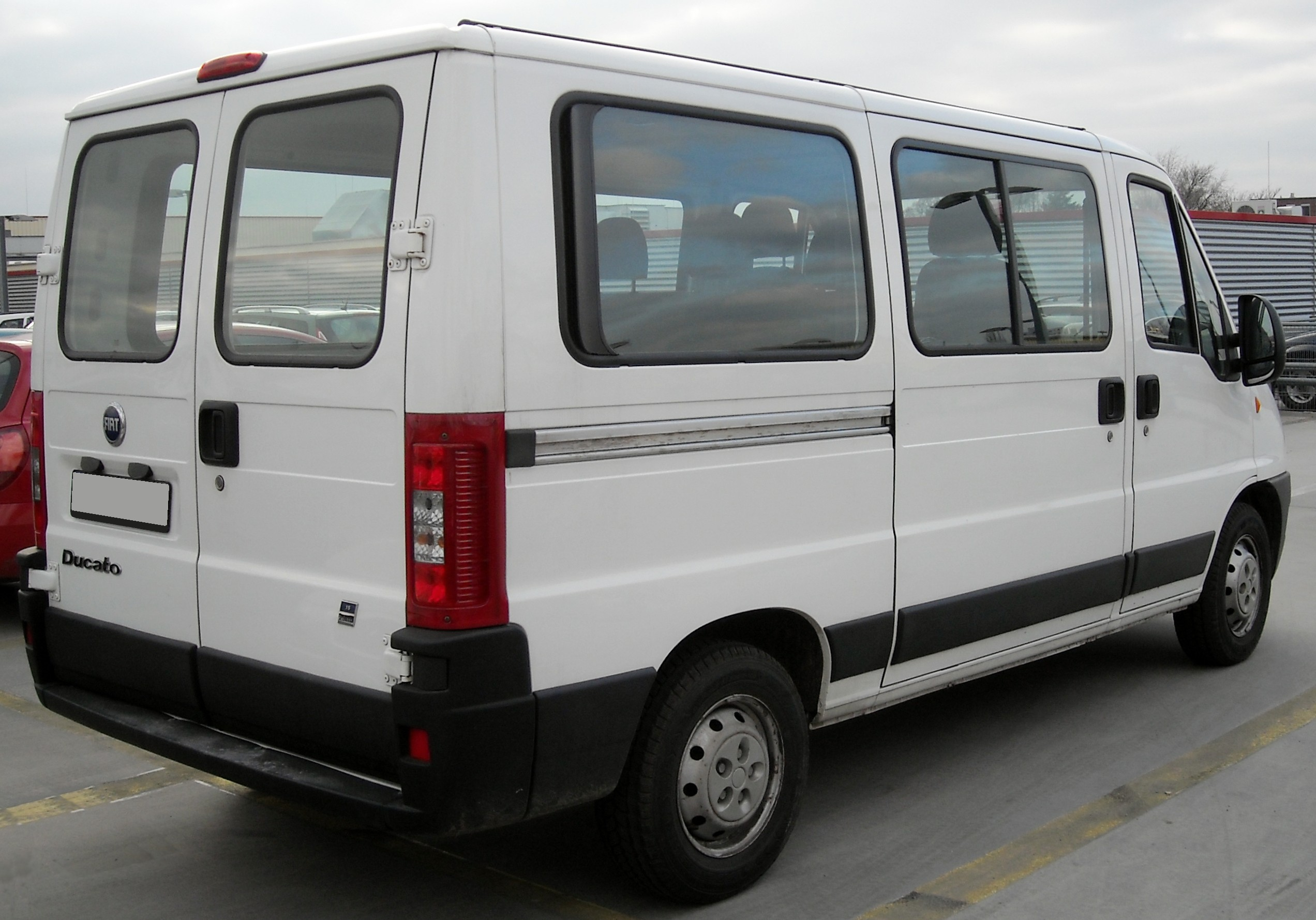
Heckansicht
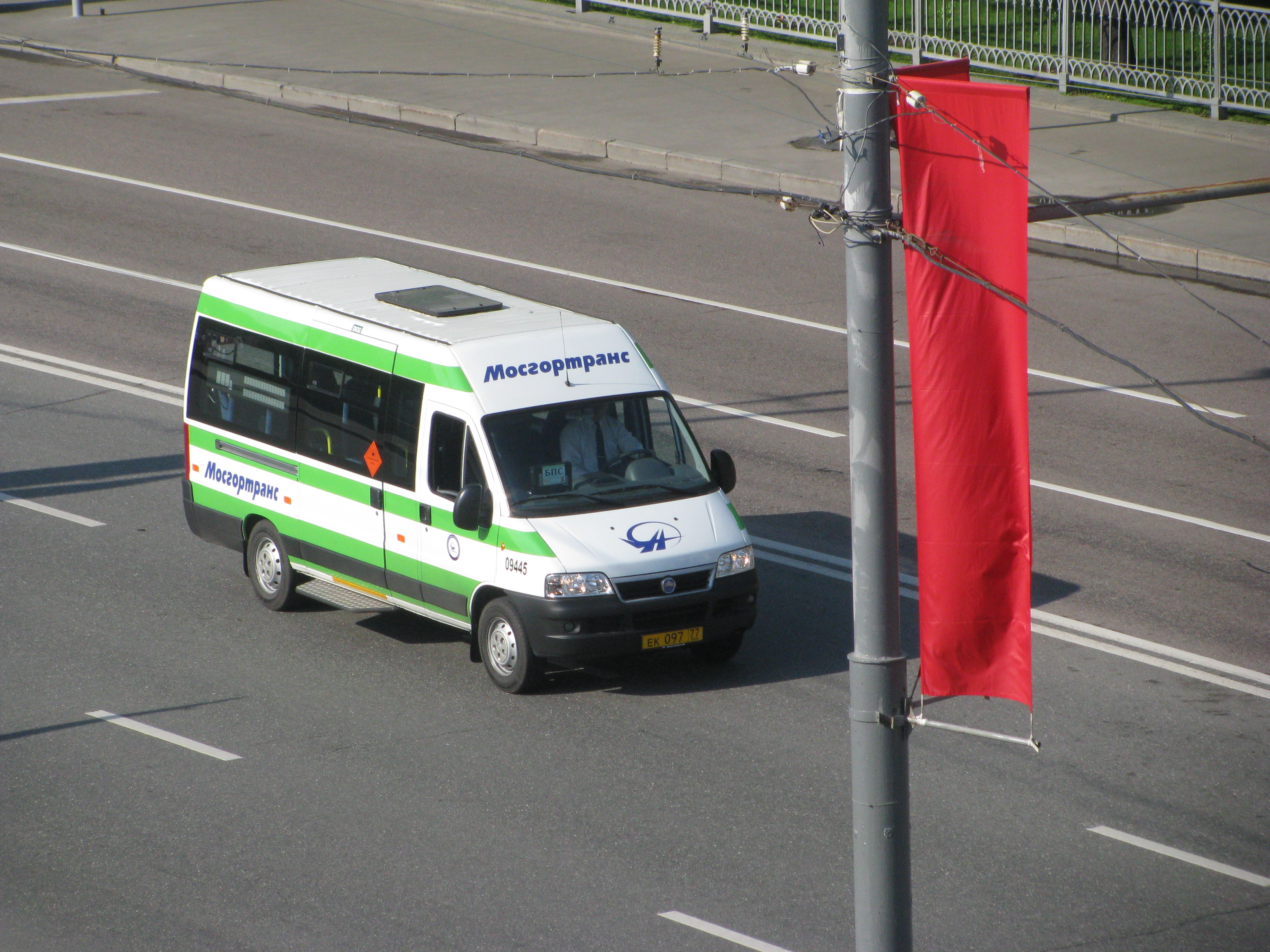
Ducato Minibus (Russland)
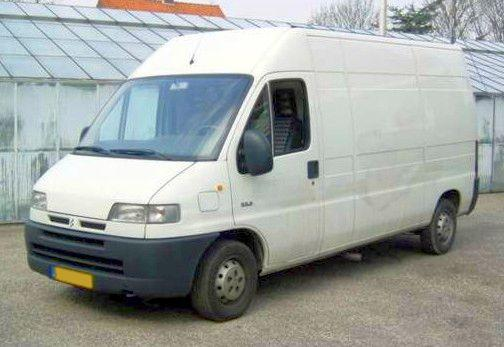
Citroën Jumper I Typ 230 (1994–2002)
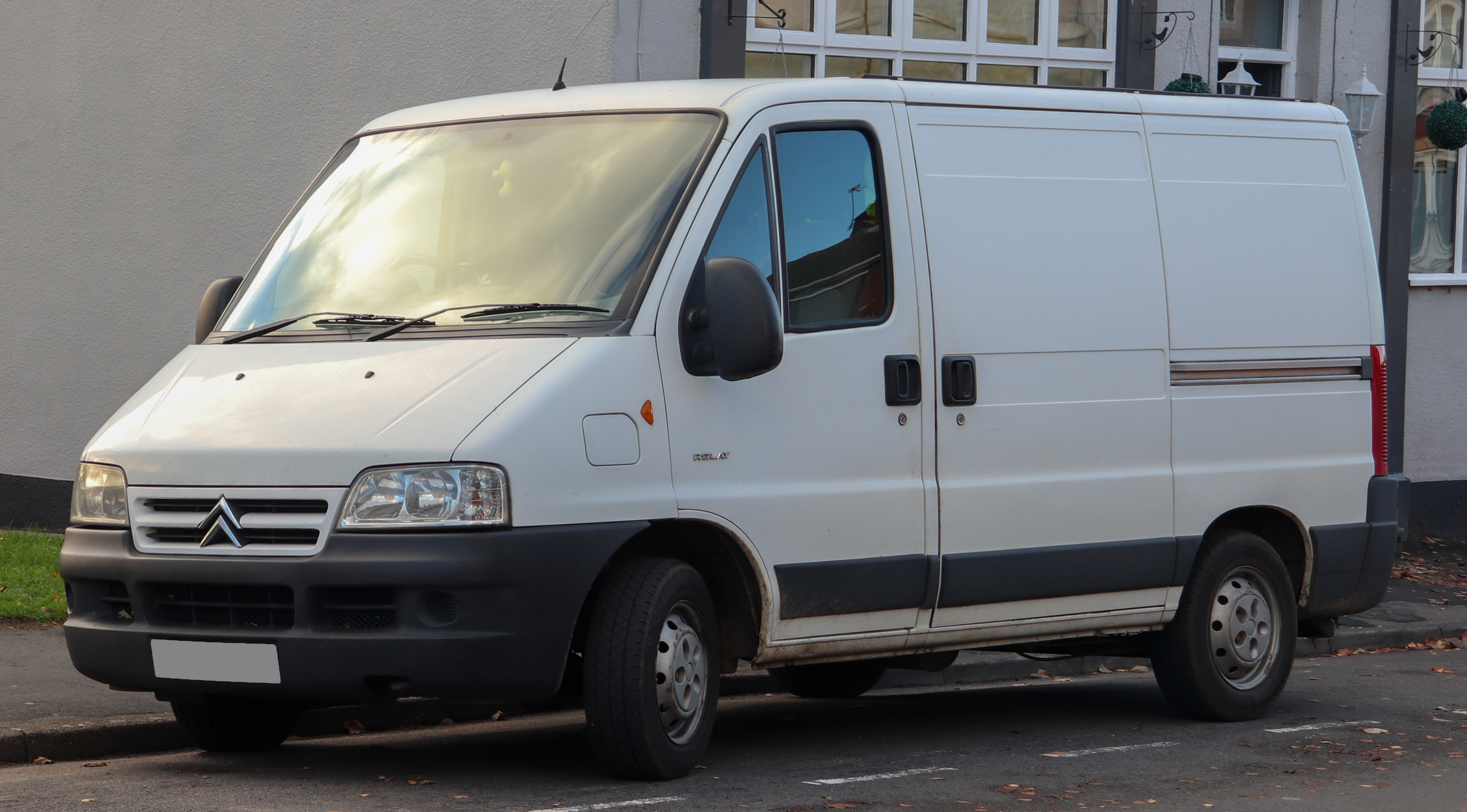
Citroën Jumper I Typ 244 (2002–2006)
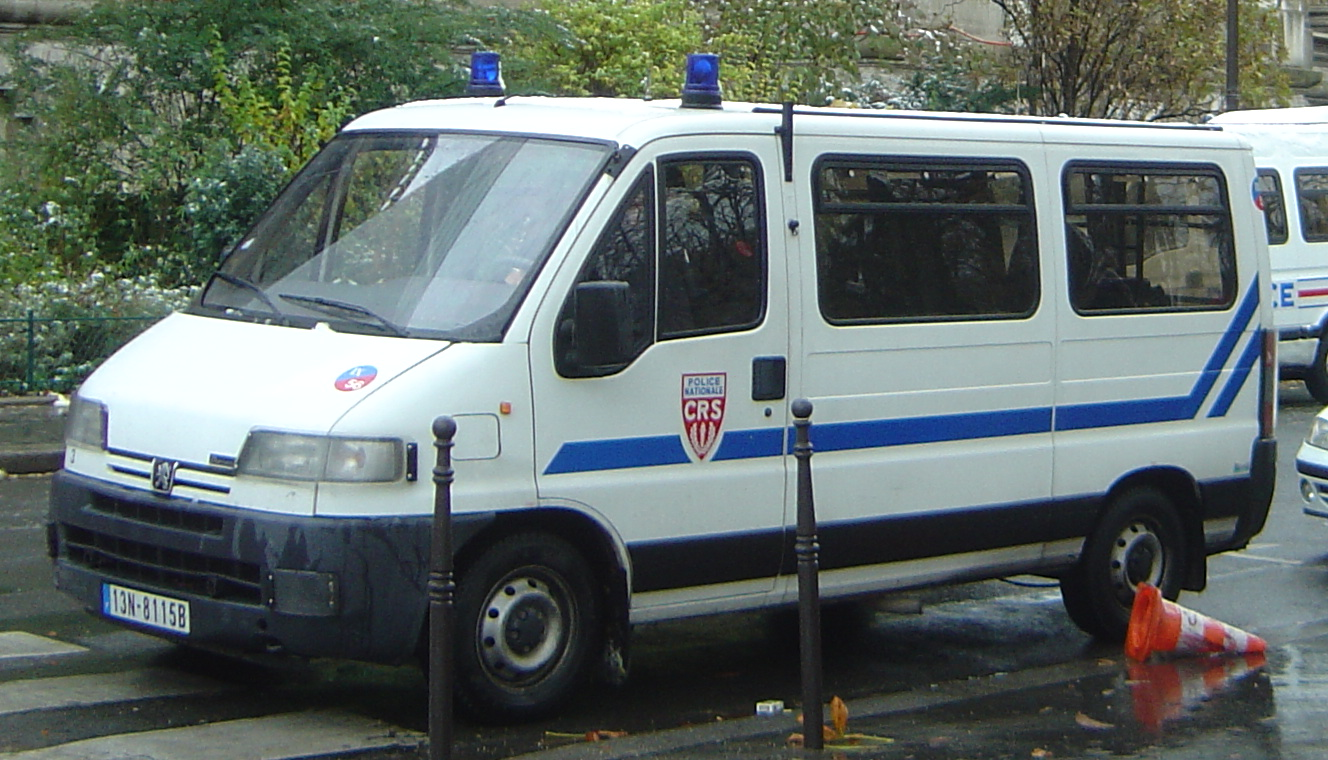
Peugeot Boxer I Typ 230 (1994–2002)
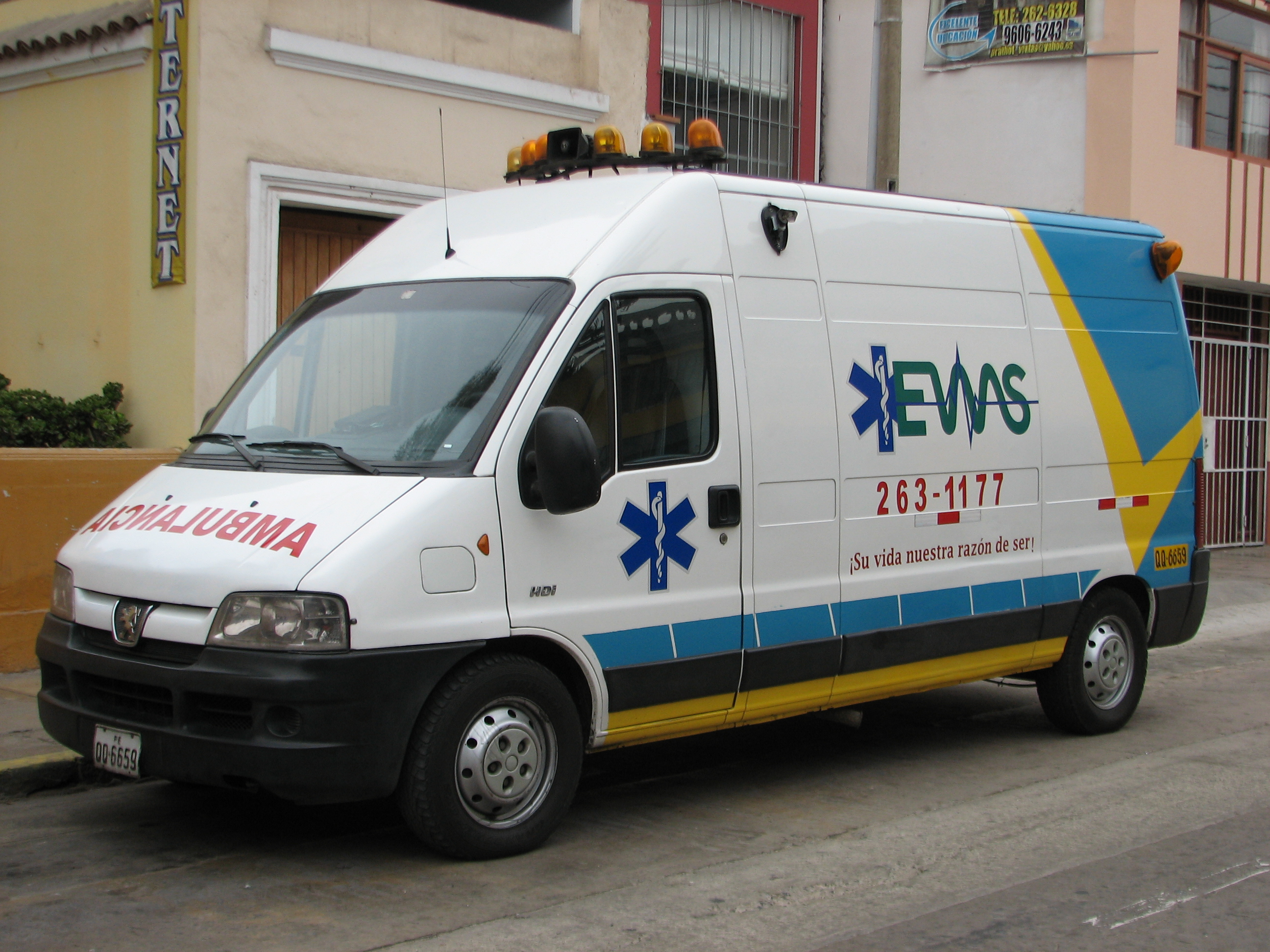
Peugeot Boxer I Typ 244 (2002–2006)
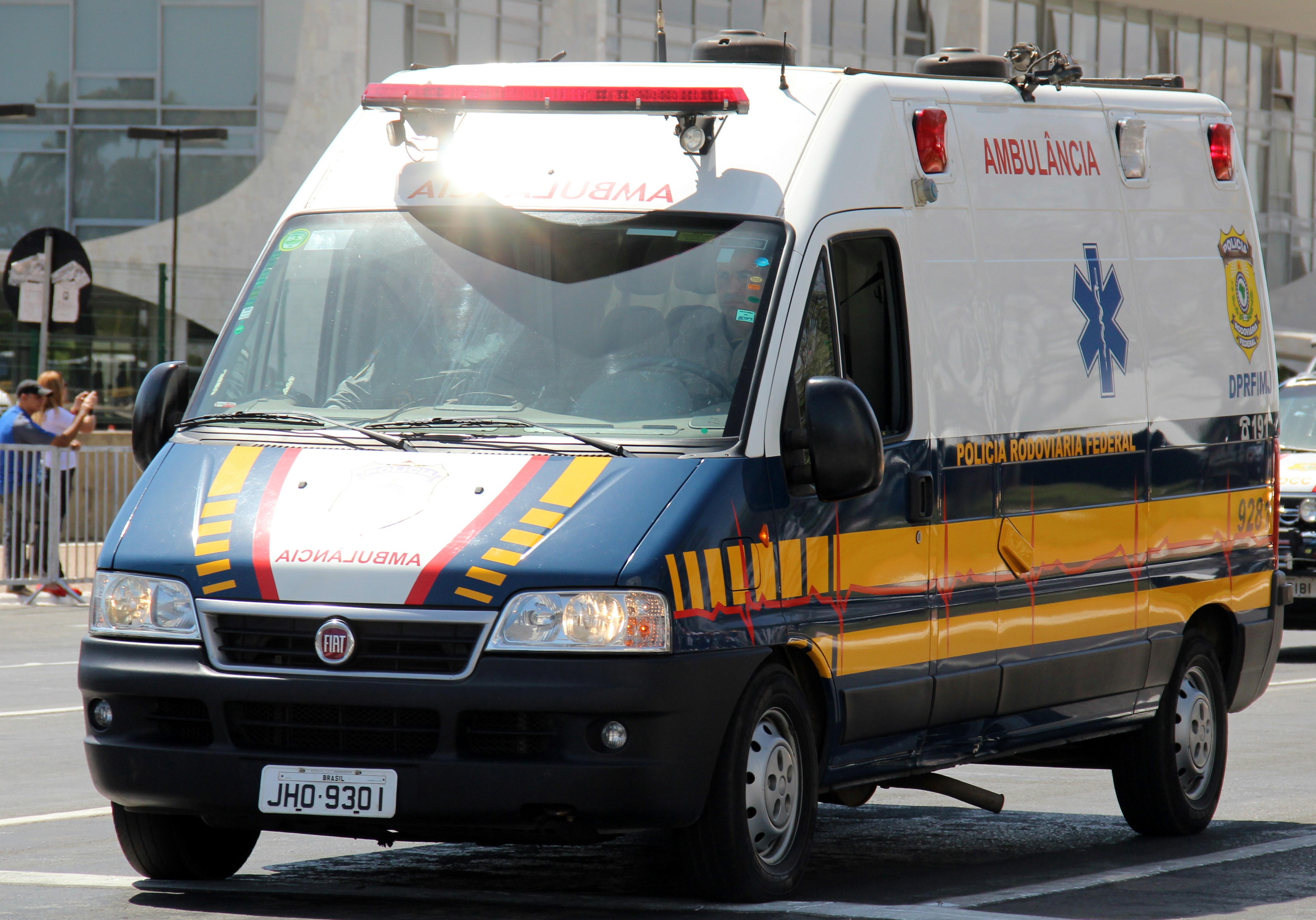
Ducato II aus brasilianischer Produktion (seit 2007)

### Technische Daten

#### Ducato II (Typ 230, 1994–2002)
|                             | 2.0 i 2.0 i. e. Kat.        | 1.9 D                      | 1.9 D                      | 1.9 D                      | 1.9 TD                     | 1.9 TD                     | 1.9 TD                     | 1.9 TD Kat.                | 2.0 HDi 2.0 JTD            |
| Bauzeitraum                 | 1994–2002                   | 1994–1999                  | 1999–2002                  | 1994–1999                  | 1994–1999                  | 1999–2002                  | 1994–2002                  | 1994–2002                  | 2001/2002                  |
| erhältlich für (Marken)     | Fiat, Citroën, Peugeot      | Citroën, Peugeot           | Fiat, Citroën, Peugeot     | Fiat                       | Citroën, Peugeot           | Fiat, Citroën, Peugeot     | Fiat, Citroën, Peugeot     | Fiat, Citroën, Peugeot     |                            |
| Motorkenndaten              |                             |                            |                            |                            |                            |                            |                            |                            |                            |
| Motortyp                    | R4-Ottomotor                | R4-Dieselmotor             | R4-Dieselmotor             | R4-Dieselmotor             | R4-Dieselmotor             | R4-Dieselmotor             | R4-Dieselmotor             | R4-Dieselmotor             | R4-Dieselmotor             |
| Anzahl Ventile pro Zylinder | 2                           | 2                          | 2                          | 2                          | 2                          | 2                          | 2                          | 2                          | 2                          |
| Ventilsteuerung             | OHC, Zahnriemen             | OHC, Zahnriemen            | OHC, Zahnriemen            | OHC, Zahnriemen            | OHC, Zahnriemen            | OHC, Zahnriemen            | OHC, Zahnriemen            | OHC, Zahnriemen            | OHC, Zahnriemen            |
| Gemischaufbereitung         | Saugrohreinspritzung        | Wirbelkammereinspritzung   | Wirbelkammereinspritzung   | Wirbelkammereinspritzung   | Wirbelkammereinspritzung   | Wirbelkammereinspritzung   | Wirbelkammereinspritzung   | Wirbelkammereinspritzung   | Common-Rail-Einspritzung   |
| Motoraufladung              | —                           | —                          | —                          | —                          | Turbolader, Ladeluftkühler | Turbolader, Ladeluftkühler | Turbolader                 | Turbolader                 | Turbolader                 |
| Kühlung                     | Wasserkühlung               | Wasserkühlung              | Wasserkühlung              | Wasserkühlung              | Wasserkühlung              | Wasserkühlung              | Wasserkühlung              | Wasserkühlung              | Wasserkühlung              |
| Motorenhersteller           | PSA                         | PSA                        | PSA                        | Fiat                       | PSA                        | PSA                        | Fiat                       | Fiat                       | PSA                        |
| Motorkennung                | XU10 J2U (RFW)              | XUD9 AU (D8C)              | XUD9 A (DJY)               | 230A2000                   | XUD9 TF (D8B)              | XUD9 TE (DHX)              | 230A3000                   | 230A4000                   | DW10 UTD (RHV)             |
| Bohrung × Hub               | 86,0 × 86,0 mm              | 83,0 × 88,0 mm             | 83,0 × 88,0 mm             | 82,6 × 90,0 mm             | 83,0 × 88,0 mm             | 83,0 × 88,0 mm             | 82,6 × 90,0 mm             | 82,6 × 90,0 mm             | 85,0 × 88,0 mm             |
| Hubraum                     | 1998 cm³                    | 1905 cm³                   | 1905 cm³                   | 1929 cm³                   | 1905 cm³                   | 1905 cm³                   | 1929 cm³                   | 1929 cm³                   | 1997 cm³                   |
| Verdichtungsverhältnis      | [ M1 1 ]                    | 23,0:1                     | 23,0:1                     | 21,0:1                     | 21,8:1                     | 21,8:1                     | 19,2:1                     | 19,2:1                     | 17,6:1                     |
| max. Leistung               | 80 kW (109 PS) bei 5500/min | 51 kW (69 PS) bei 4600/min | 50 kW (68 PS) bei 4600/min | 51 kW (69 PS) bei 4600/min | 68 kW (92 PS) bei 4000/min | 66 kW (90 PS) bei 4000/min | 60 kW (82 PS) bei 4200/min | 59 kW (80 PS) bei 4200/min | 62 kW (84 PS) bei 4000/min |
| max. Drehmoment             | 168 Nm bei 3400/min         | 120 Nm bei 2000/min        | 120 Nm bei 2000/min        | 120 Nm bei 2500/min        | 196 Nm bei 2250/min        | 196 Nm bei 2250/min        | 180 Nm bei 2500/min        | 175 Nm bei 2500/min        | 192 Nm bei 1900/min        |
| Kraftübertragung            |                             |                            |                            |                            |                            |                            |                            |                            |                            |
| Antrieb                     | Vorderradantrieb            | Vorderradantrieb           | Vorderradantrieb           | Vorderradantrieb           | Vorderradantrieb           | Vorderradantrieb           | Vorderradantrieb           | Vorderradantrieb           | Vorderradantrieb           |
| Getriebe                    | 5-Gang-Schaltgetriebe       | 5-Gang-Schaltgetriebe      | 5-Gang-Schaltgetriebe      | 5-Gang-Schaltgetriebe      | 5-Gang-Schaltgetriebe      | 5-Gang-Schaltgetriebe      | 5-Gang-Schaltgetriebe      | 5-Gang-Schaltgetriebe      | 5-Gang-Schaltgetriebe      |
| Messwerte                   |                             |                            |                            |                            |                            |                            |                            |                            |                            |
| Höchstgeschwindigkeit       | 130–144 km/h                | 120–123 km/h               | 120–123 km/h               | 120–123 km/h               | 130–136 km/h               | 130–136 km/h               | 127–130 km/h               | 127–130 km/h               | 128–136 km/h               |
| 1.                          |                             |                            |                            |                            |                            |                            |                            |                            |                            |

|                             | 2.5 D                      | 2.5 D                      | 2.5 TD                      | 2.5 TDi                     | 2.5 TDI                     | 2.5 TDI Kat.                | 2.8 D                      | 2.8 TDE 2.8 i.d. TD         | 2.8 HDi 2.8 JTD             |
| Bauzeitraum                 | 1994–1998                  | 1994–2002                  | 1994–1998                   | 1998–2000                   | 1994–1998                   | 1994–1998                   | 1998–2002                  | 1998–2000                   | 2000–2002                   |
| erhältlich für (Marken)     | Fiat                       | Citroën, Peugeot           | Citroën, Peugeot            | Citroën, Peugeot            | Fiat                        | Fiat                        | Fiat                       | Fiat, Citroën, Peugeot      | Fiat, Citroën, Peugeot      |
| Motorkenndaten              |                            |                            |                             |                             |                             |                             |                            |                             |                             |
| Motortyp                    | R4-Dieselmotor             | R4-Dieselmotor             | R4-Dieselmotor              | R4-Dieselmotor              | R4-Dieselmotor              | R4-Dieselmotor              | R4-Dieselmotor             | R4-Dieselmotor              | R4-Dieselmotor              |
| Anzahl Ventile pro Zylinder | 2                          | 3                          | 3                           | 2                           | 2                           | 2                           | 2                          | 2                           | 2                           |
| Ventilsteuerung             | OHC, Zahnriemen            | OHC, Zahnriemen            | OHC, Zahnriemen             | OHC, Zahnriemen             | OHC, Zahnriemen             | OHC, Zahnriemen             | OHC, Zahnriemen            | OHC, Zahnriemen             | OHC, Zahnriemen             |
| Gemischaufbereitung         | Wirbelkammereinspritzung   | Wirbelkammereinspritzung   | Wirbelkammereinspritzung    | Direkteinspritzung          | Direkteinspritzung          | Direkteinspritzung          | Wirbelkammereinspritzung   | Direkteinspritzung          | Common-Rail-Einspritzung    |
| Motoraufladung              | —                          | —                          | Turbolader, Ladeluftkühler  | Turbolader, Ladeluftkühler  | Turbolader, Ladeluftkühler  | Turbolader, Ladeluftkühler  | —                          | Turbolader, Ladeluftkühler  | Turbolader, Ladeluftkühler  |
| Kühlung                     | Wasserkühlung              | Wasserkühlung              | Wasserkühlung               | Wasserkühlung               | Wasserkühlung               | Wasserkühlung               | Wasserkühlung              | Wasserkühlung               | Wasserkühlung               |
| Motorenhersteller           | SOFIM                      | PSA                        | PSA                         | PSA                         | SOFIM                       | SOFIM                       | SOFIM                      | SOFIM                       | SOFIM                       |
| Motorkennung                | 8140.67                    | DJ5 (T9A)                  | DJ5 T (T8A)                 | DJ5 TED (THX)               | 8140.47                     | 8140.47R                    | 8140.63                    | 8140.43                     | 8140.43S                    |
| Bohrung × Hub               | 93,0 × 92,0 mm             | 92,0 × 92,0 mm             | 92,0 × 92,0 mm              | 92,0 × 92,0 mm              | 93,0 × 92,0 mm              | 93,0 × 92,0 mm              | 94,4 × 100,0 mm            | 94,4 × 100,0 mm             | 94,4 × 100,0 mm             |
| Hubraum                     | 2500 cm³                   | 2446 cm³                   | 2446 cm³                    | 2446 cm³                    | 2500 cm³                    | 2500 cm³                    | 2800 cm³                   | 2800 cm³                    | 2800 cm³                    |
| Verdichtungsverhältnis      | 22,0:1                     | 24,0:1                     | 23,0:1                      | 20,0:1                      | 19,0:1                      | 19,0:1                      | 21,7:1                     | 19,0:1                      | 18,0:1                      |
| max. Leistung               | 62 kW (84 PS) bei 4200/min | 63 kW (86 PS) bei 4350/min | 76 kW (103 PS) bei 4200/min | 79 kW (107 PS) bei 4000/min | 85 kW (115 PS) bei 3800/min | 80 kW (109 PS) bei 3800/min | 64 kW (87 PS) bei 3800/min | 90 kW (122 PS) bei 3600/min | 94 kW (128 PS) bei 3600/min |
| max. Drehmoment             | 164 Nm bei 2400/min        | 153 Nm bei 2250/min        | 230 Nm bei 2200/min         | 235 Nm bei 2250/min         | 245 Nm bei 2000/min         | 256 Nm bei 2200/min         | 180 Nm bei 2000/min        | 285 Nm bei 1800/min         | 300 Nm bei 1800/min         |
| Kraftübertragung            |                            |                            |                             |                             |                             |                             |                            |                             |                             |
| Antrieb                     | Vorderradantrieb           | Vorderradantrieb           | Vorderradantrieb            | Vorderradantrieb            | Vorderradantrieb            | Vorderradantrieb            | Vorderradantrieb           | Vorderradantrieb            | Vorderradantrieb            |
| Getriebe                    | 5-Gang-Schaltgetriebe      | 5-Gang-Schaltgetriebe      | 5-Gang-Schaltgetriebe       | 5-Gang-Schaltgetriebe       | 5-Gang-Schaltgetriebe       | 5-Gang-Schaltgetriebe       | 5-Gang-Schaltgetriebe      | 5-Gang-Schaltgetriebe       | 5-Gang-Schaltgetriebe       |
| Messwerte                   |                            |                            |                             |                             |                             |                             |                            |                             |                             |
| Höchstgeschwindigkeit       | 120–126 km/h               | 121–130 km/h               | 135–140 km/h                | 147–152 km/h                | 135–145 km/h                | 135–145 km/h                | 125–136 km/h               | 146–152 km/h                | 146–152 km/h                |

#### Ducato II (Typ 244, 2002–2006)
|                             | 2.0 i 2.0 i. e. Kat.        | 2.0 HDi 2.0 JTD            | 2.2 HDi                     | 2.3 JTD                     | 2.8 HDi 2.8 JTD             | 2.8 HDi POWER 2.8 JTD POWER  |                        |
| Bauzeitraum                 | 2002–2006                   | 2002–2006                  | 2002–2006                   | 2002–2006                   | 2002–2006                   | 2004–2006                    |                        |
| erhältlich für (Marken)     | Fiat, Citroën, Peugeot      | Fiat, Citroën, Peugeot     | Citroën, Peugeot            | Fiat                        | Fiat, Citroën, Peugeot      | Fiat, Citroën, Peugeot       | Fiat, Citroën, Peugeot |
| Motorkenndaten              |                             |                            |                             |                             |                             |                              |                        |
| Motortyp                    | R4-Ottomotor                | R4-Dieselmotor             | R4-Dieselmotor              | R4-Dieselmotor              | R4-Dieselmotor              | R4-Dieselmotor               | R4-Dieselmotor         |
| Anzahl Ventile pro Zylinder | 2                           | 2                          | 2                           | 4                           | 2                           | 2                            |                        |
| Ventilsteuerung             | OHC, Zahnriemen             | OHC, Zahnriemen            | OHC, Zahnriemen             | DOHC, Zahnriemen            | OHC, Zahnriemen             | OHC, Zahnriemen              |                        |
| Gemischaufbereitung         | Saugrohreinspritzung        | Common-Rail-Einspritzung   | Common-Rail-Einspritzung    | Common-Rail-Einspritzung    | Common-Rail-Einspritzung    | Common-Rail-Einspritzung     |                        |
| Motoraufladung              | —                           | Turbolader                 | Turbolader, Ladeluftkühler  | Turbolader, Ladeluftkühler  | Turbolader, Ladeluftkühler  | Turbolader, Ladeluftkühler   |                        |
| Kühlung                     | Wasserkühlung               | Wasserkühlung              | Wasserkühlung               | Wasserkühlung               | Wasserkühlung               | Wasserkühlung                |                        |
| Motorenhersteller           | PSA                         | PSA                        | PSA                         | SOFIM                       | SOFIM                       | SOFIM                        |                        |
| Motorkennung                | XU10 J2U (RFL)              | DW10 UTD (RHV)             | DW12 UTED (4HY)             | F1AE0481C                   | 8140.43S                    | 8140.43N                     |                        |
| Bohrung × Hub               | 86,0 × 86,0 mm              | 85,0 × 88,0 mm             | 85,0 × 96,0 mm              | 88,0 × 94,0 mm              | 94,4 × 100,0 mm             | 94,4 × 100,0 mm              |                        |
| Hubraum                     | 1998 cm³                    | 1997 cm³                   | 2179 cm³                    | 2286 cm³                    | 2800 cm³                    | 2800 cm³                     |                        |
| Verdichtungsverhältnis      | 9,2:1                       | 17,6:1                     | k. A.                       | 19,0:1                      | 18,0:1                      | 18,0:1                       |                        |
| max. Leistung               | 81 kW (110 PS) bei 5700/min | 62 kW (84 PS) bei 4000/min | 74 kW (100 PS) bei 4000/min | 81 kW (110 PS) bei 3600/min | 94 kW (128 PS) bei 3600/min | 107 kW (146 PS) bei 3600/min |                        |
| max. Drehmoment             | 168 Nm bei 3700/min         | 192 Nm bei 1900/min        | 240 Nm bei 1900/min         | 270 Nm bei 1800/min         | 300 Nm bei 1800/min         | 310 Nm bei 1500/min          |                        |
| Kraftübertragung            |                             |                            |                             |                             |                             |                              |                        |
| Antrieb                     | Vorderradantrieb            | Vorderradantrieb           | Vorderradantrieb            | Vorderradantrieb            | Vorderradantrieb            | Vorderradantrieb             | Vorderradantrieb       |
| Getriebe, serienmäßig       | 5-Gang-Schaltgetriebe       | 5-Gang-Schaltgetriebe      | 5-Gang-Schaltgetriebe       | 5-Gang-Schaltgetriebe       | 5-Gang-Schaltgetriebe       | 5-Gang-Schaltgetriebe        | 5-Gang-Schaltgetriebe  |
| Getriebe, optional          | —                           | —                          | —                           | —                           | 4-Stufen-Automatikgetriebe  | —                            |                        |
| Messwerte                   |                             |                            |                             |                             |                             |                              |                        |
| Höchstgeschwindigkeit       | 128–144 km/h                | 128–136 km/h               | 142 km/h                    | 143–149 km/h                | 148–152 km/h                | 159 km/h                     |                        |

### Ducato im Ausland
Der Fiat Ducato Typ 244 wurde seit 2003 im Iveco-Werk im brasilianischen Sete Lagoas für den südamerikanischen Markt produziert.
Seit 2006 wurde das Fahrzeug auch für den russischen Markt in Jelabuga, Russland, von Sollers hergestellt.

## Fiat Ducato III/Citroën Jumper II/Peugeot Boxer II/Dodge Ram ProMaster/Opel Movano/Toyota Proace Max/Iveco eSuperJolly (Typ 250, seit 2006)
Die Markteinführung des neuen Fiat Ducato, Citroën Jumper und Peugeot Boxer fand am 15. Juni 2006 (Typ 250) statt. Je nach Modell betrug die Nutzlast bis zu 2100 kg, das Ladevolumen bis zu 17 m³.
Als Motoren standen drei Common-Rail-Turbodiesel mit Direkteinspritzung zur Wahl, die zwischen 74 kW (101 PS) und 116 kW (157 PS) leisten; ein 100 kW (136 PS) starker, auf Erdgas ausgelegter Ottomotor wurde unter dem Namen „Natural Power“ angeboten. Mit der neugestalteten Kabine und der erweiterten Telematikausstattung erhöhte sich der Komfort für Fahrer und Beifahrer. Allradantrieb wurde nun nicht mehr ab Werk angeboten, sondern nachträglich vom französischen Spezialisten Automobiles Dangel verbaut. Neben ABS, Fahrer-Airbag und Servolenkung war nun auch je nach Version ein mechanischer Bremsassistent mit elektronischer Bremskraftverteilung (EBD), Fahrdynamikregelung (ESP), Antriebsschlupfregelung (ASR) und Adaptives Stabilitätsprogramm (LAC) Serienausstattung.
Erste Wohnmobile auf Basis des neuen Ducato waren auf dem Caravan Salon in Düsseldorf 2006 zu sehen. Auf der IAA 2007 wurde eine Renntruck-Studie, genannt Ducato Truckster, vorgestellt, die unter anderem mit hydraulischen Flügeltüren, LED-Hauptscheinwerfern und 28"-Niederquerschnittsreifen ausgestattet war.

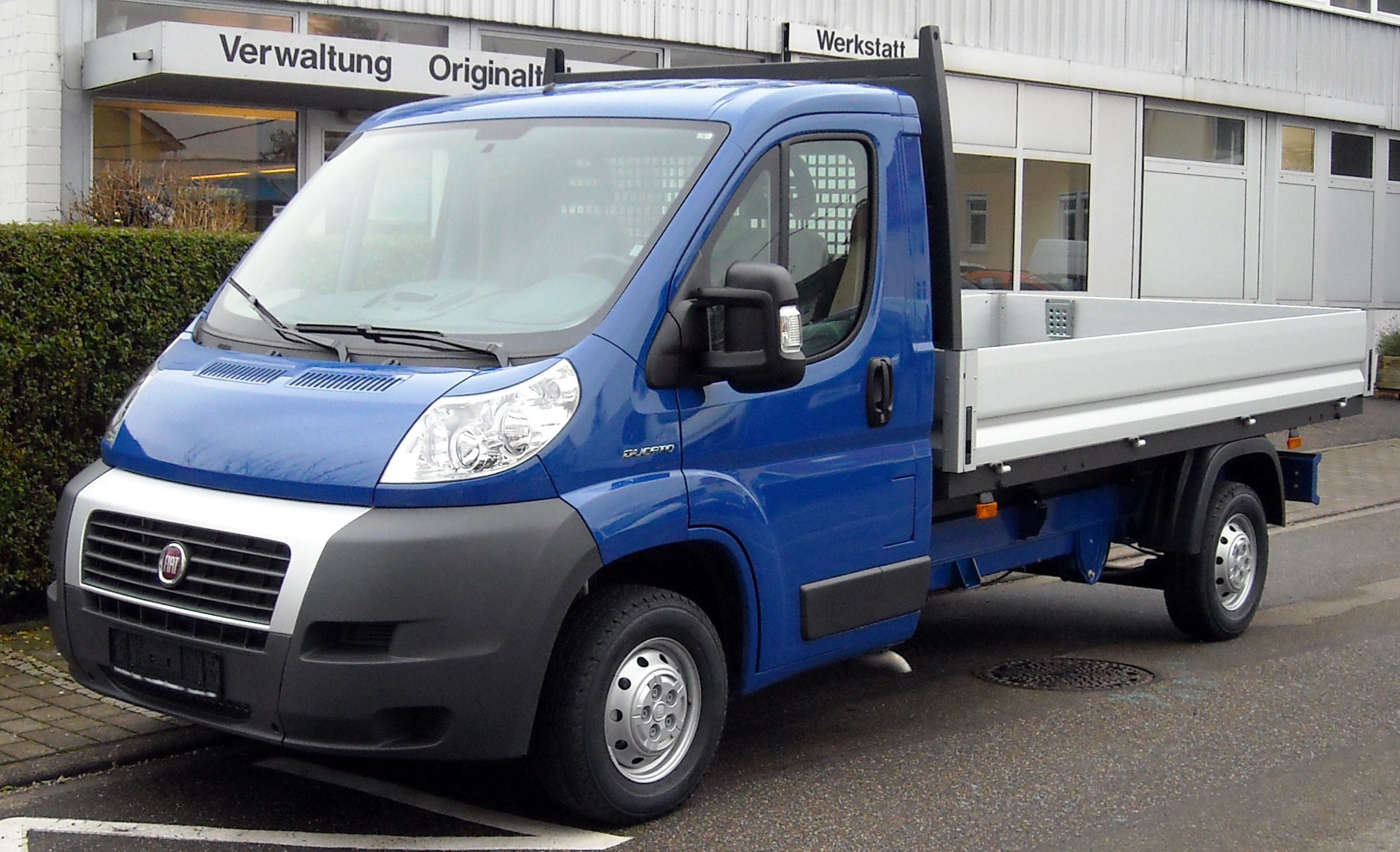
Fiat Ducato III Typ 250 als Pritschenwagen
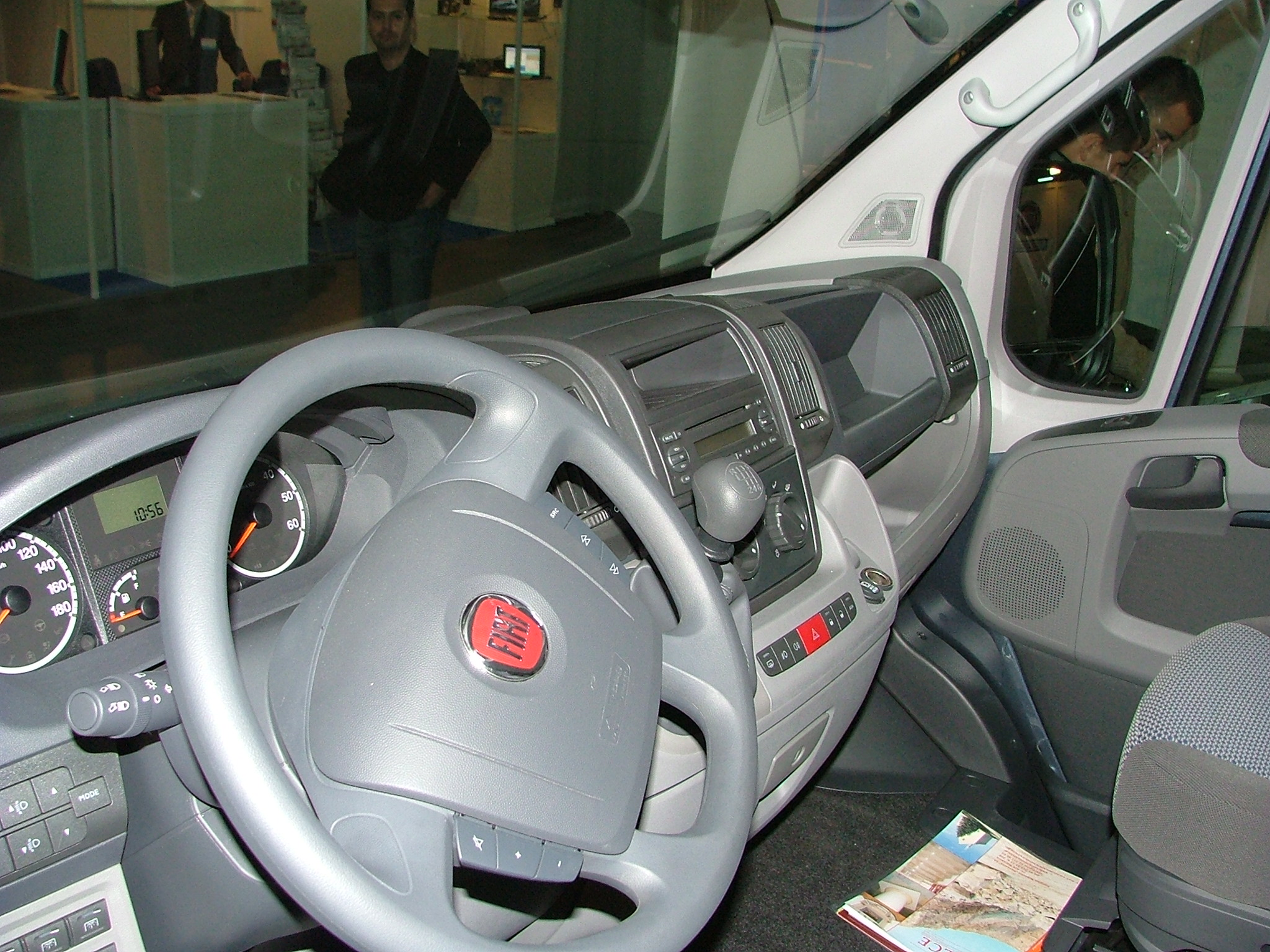
Armaturenbrett
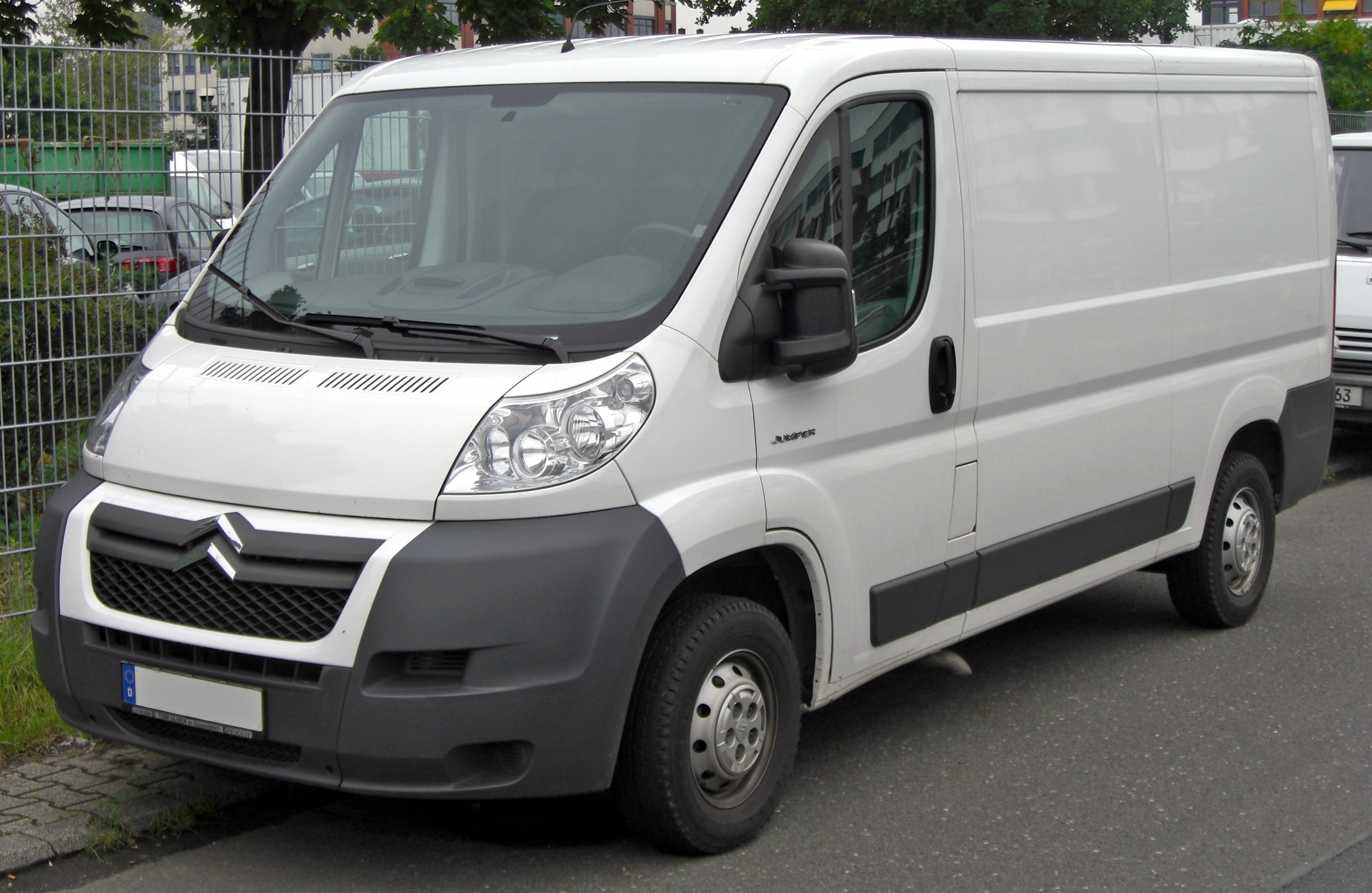
Citroën Jumper II Typ 250 (2006–2014)
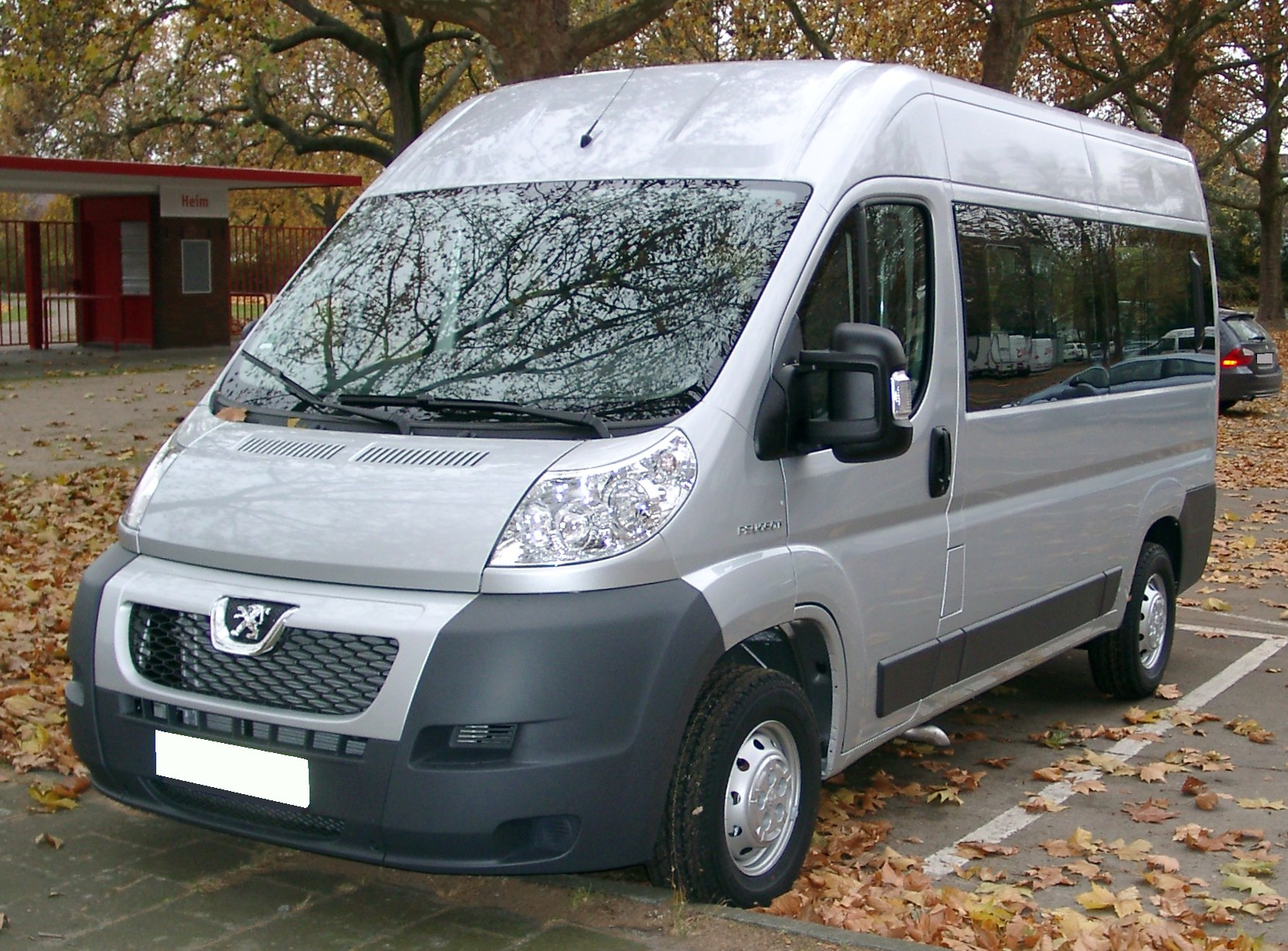
Peugeot Boxer II Typ 250 (2006–2014)
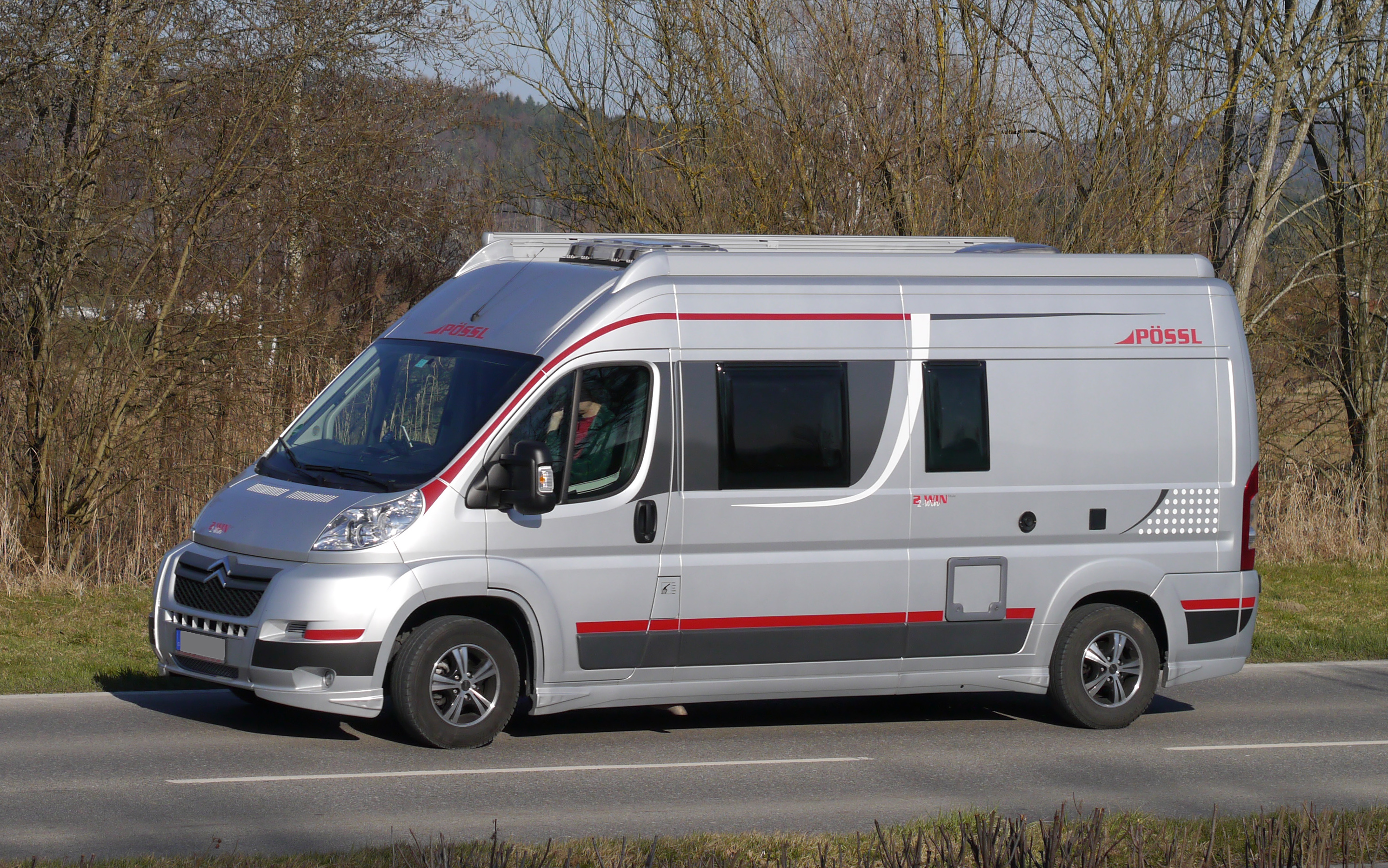
Der Citroën Jumper mit Wohnmobilausbau von Pössl

### Motoren (2006–2011)
| Modell | Ventile | Hubraum cm³ | max. Leistung               | max. Drehmoment     | Motorhersteller | Motorkennung | erhältlich für (Marken) |
| --- | ------- | ----------- | --------------------------- | ------------------- | --------------- | ------------ | ----------------------- |
| 100 Multijet / 2.2 HDi | 16      | 2198        | 74 kW (101 PS) bei 2900/min | 250 Nm bei 1500/min | Ford            | 4HV          | Fiat, Citroën, Peugeot  |
| 2.2 HDi | 16      | 2198        | 88 kW (120 PS) bei 3500/min | 320 Nm bei 2000/min | Ford            | 4HU          | Citroën, Peugeot        |
| 120 Multijet | 16      | 2287        | 88 kW (120 PS) bei 3600/min | 320 Nm bei 2000/min | SOFIM           | F1AE0481D    | Fiat                    |
| 130 Multijet | 16      | 2287        | 96 kW (131 PS) bei 3600/min | 320 Nm bei 2000/min | SOFIM           | F1AE0481N    | Fiat                    |
| 160 Multijet / 3.0 HDi\|\|2999\|\|117 kW (159 PS) bei 3500/min\|\|400 Nm bei 1600/min\|\|F1CE0481D\|\|Fiat, Citroën, Peugeot | 16      |             |                             |                     | SOFIM           |              |                         |

### Fiat Ducato/Peugeot Manager Mexico
Neben der Produktion für Europa bei Sevel wird das Modell nun auch im Iveco-Werk in Mexiko für den südamerikanischen Markt hergestellt, ebenso der nahezu baugleiche Peugeot Manager für PSA.

### Modellpflege 2011
Ende 2011 wurden der Fiat Ducato, Citroën Jumper und Peugeot Boxer in Europa modernisiert. Während die Karosserie nur unwesentlich verändert wurde, wurden die Motoren leistungsstärker und verbrauchsärmer. Durch ein modifiziertes Armaturenbrett strahlt der Innenraum mehr Pkw-Anmut aus. Neben neuen Bedienelementen für die Klimaanlage gibt es auch ein neues integriertes Radio. Dazu kommen eine Halterung für ein Navigationssystem sowie moderne zweifarbige Sitzbezüge und neue Seitenverkleidungen in den Türen.
Alle Motoren erfüllten nun die Euro-5-Norm, und das Wartungsintervall wurde auf 48.000 km verlängert. Serienmäßig gab es zusätzlich zum Vorgängermodell Tagfahrlicht und eine Berganfahrhilfe. Die Basismotorisierung bei Fiat war nunmehr der 115-Multijet-Motor mit einer Nennleistung von 85 kW (115 PS) in Verbindung mit einer Senkung des Norm-Verbrauches von 14 Prozent auf nun 6,4 l/100 km. Bei den übrigen neuen Aggregaten betrug die Verbrauchsreduzierung jeweils neun Prozent. Den 2,3-Liter-Dieselmotor gab es nun in zwei Leistungsstufen mit 96 kW (131 PS) und 109 kW (148 PS). Sie waren auch mit Start-Stopp-System erhältlich. Beim 3,0-Liter-Motor stieg die Leistung auf nun 130 kW (177 PS). Für die 2,3-Liter- und 3,0-Liter-Motoren war auch ein automatisiertes Schaltgetriebe erhältlich. Den 2,2-Liter-HDi-Motor von PSA gab es nun in drei Leistungsstufen mit 81 kW (110 PS), 96 kW (131 PS) und 110 kW (150 PS).

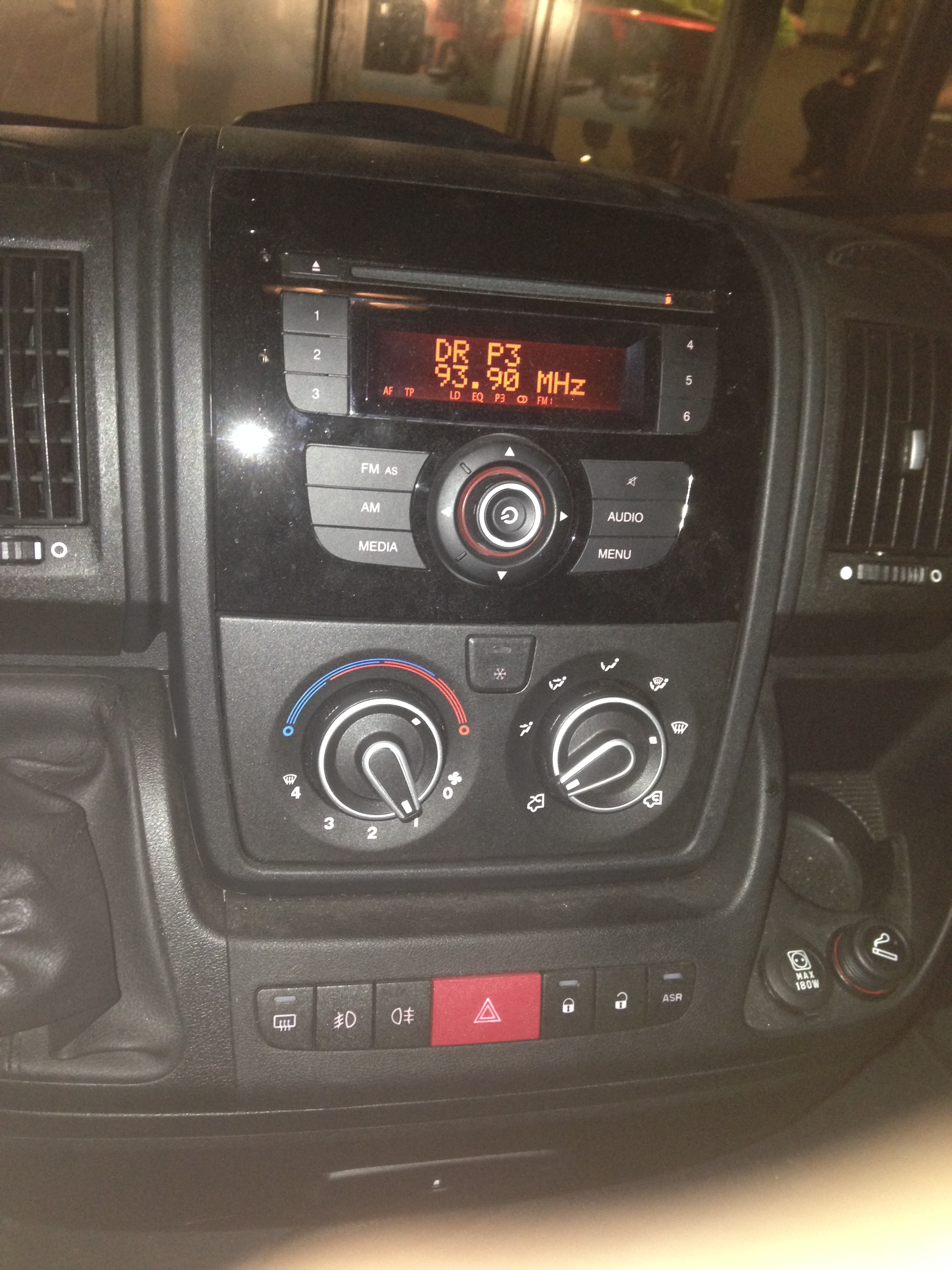
Mittelkonsole
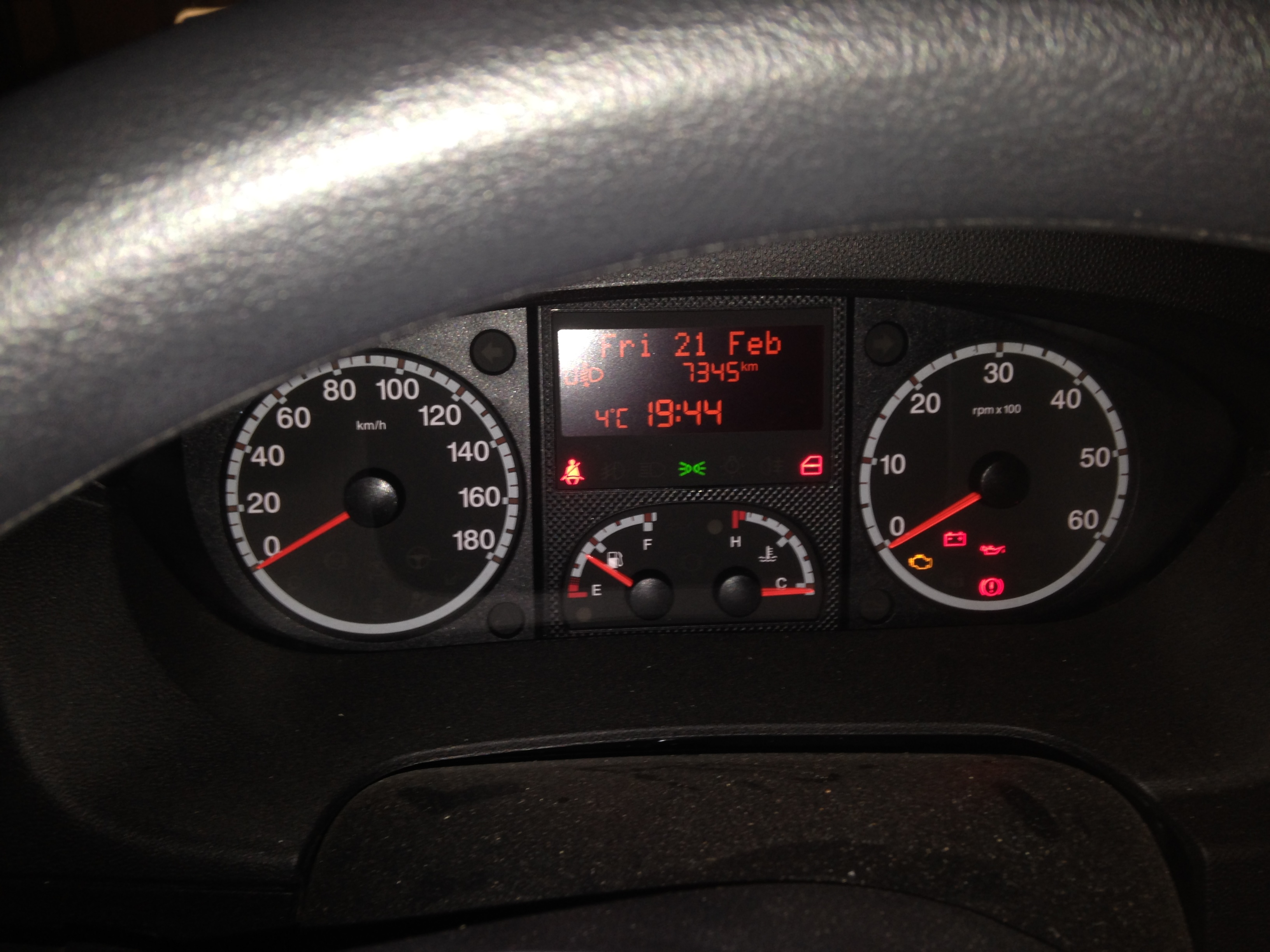
Kombiinstrument

| Modell                             | Ventile | Hubraum cm³ | max. Leistung                | max. Drehmoment          | Motorhersteller | Motorkennung | erhältlich für (Marken) |
| ---------------------------------- | ------- | ----------- | ---------------------------- | ------------------------ | --------------- | ------------ | ----------------------- |
| 110 Multijet                       | 16      | 2287        | 83 kW (113 PS) bei 3600/min  | 300 Nm bei 1800/min      | SOFIM           | F1AE3481G    | Fiat                    |
| 115 Multijet                       | 16      | 1956        | 85 kW (115 PS) bei 3750/min  | 280 Nm bei 1500/min      | Fiat            | 250A1000     | Fiat                    |
| 130 Multijet                       | 16      | 2287        | 96 kW (130 PS) bei 3600/min  | 320 Nm bei 1800/min      | SOFIM           | F1AE3481D    | Fiat                    |
| 150 Multijet                       | 16      | 2287        | 109 kW (148 PS) bei 3600/min | 350 Nm bei 1500/min      | SOFIM           | F1AE3481E    | Fiat                    |
| 2.2 HDi/HDi 110                    | 16      | 2198        | 81 kW (110 PS) bei 3500/min  | 250 Nm bei 1750/min      | PSA             | 4H03         | Citroën, Peugeot        |
| 2.2 HDi/HDi 130                    | 16      | 2198        | 96 kW (130 PS) bei 3500/min  | 320 Nm bei 2000–2300/min | PSA             | 4H03         | Citroën, Peugeot        |
| 2.2 HDi/HDi 150                    | 16      | 2198        | 110 kW (150 PS) bei 3500/min | 350 Nm bei 1750/min      | PSA             | 4H03         | Citroën, Peugeot        |
| 180 Multijet Power/3.0 HDi/HDi 180 | 16      | 2999        | 130 kW (177 PS) bei 3500/min | 400 Nm bei 1400/min      | SOFIM           | F1CE3481E    | Fiat, Citroën, Peugeot  |

### Ram ProMaster (seit 2013)

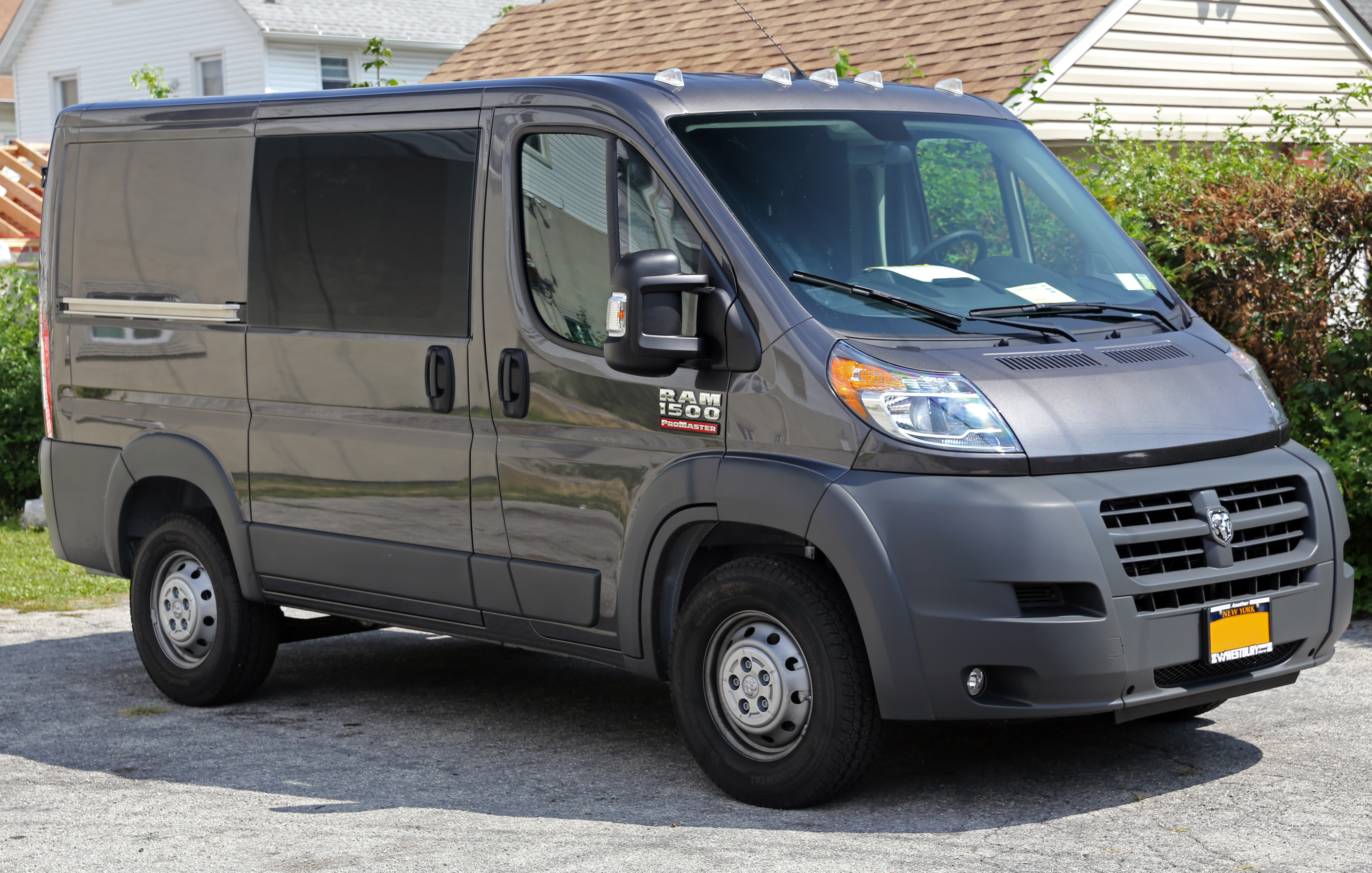
Ram ProMaster 1500 Kastenwagen

Seit 2013 wird der Fiat Ducato von Chrysler Mexico als Ram ProMaster produziert und in Nordamerika angeboten. Hierzu ist wahlweise ein 3,6-Liter-V6-Ottomotor (Pentastar) mit 206 kW (280 PS) und Sechsstufen-Automatikgetriebe oder ein 3,0-Liter-Vierzylinder-Common-Rail-Dieselmotor mit 128 kW (174 PS) und 6-Gang-Schaltgetriebe erhältlich. Seit Januar 2024 gibt es ihn auch in einer vollelektrischen Version.
Der ProMaster ist der zweite europäische Kleintransporter, der von Chrysler in Nordamerika vertrieben wird. Vorausgegangen war der Dodge Sprinter, der auf dem Mercedes-Benz Sprinter basierte und zwischen 2003 und 2010 angeboten wurde.

### Modellpflege 2014
Im Mai 2014 wurden, bis auf den neu eingeführten Ram ProMaster, alle Modelle einer umfangreichen optischen und technischen Modellpflege unterzogen.

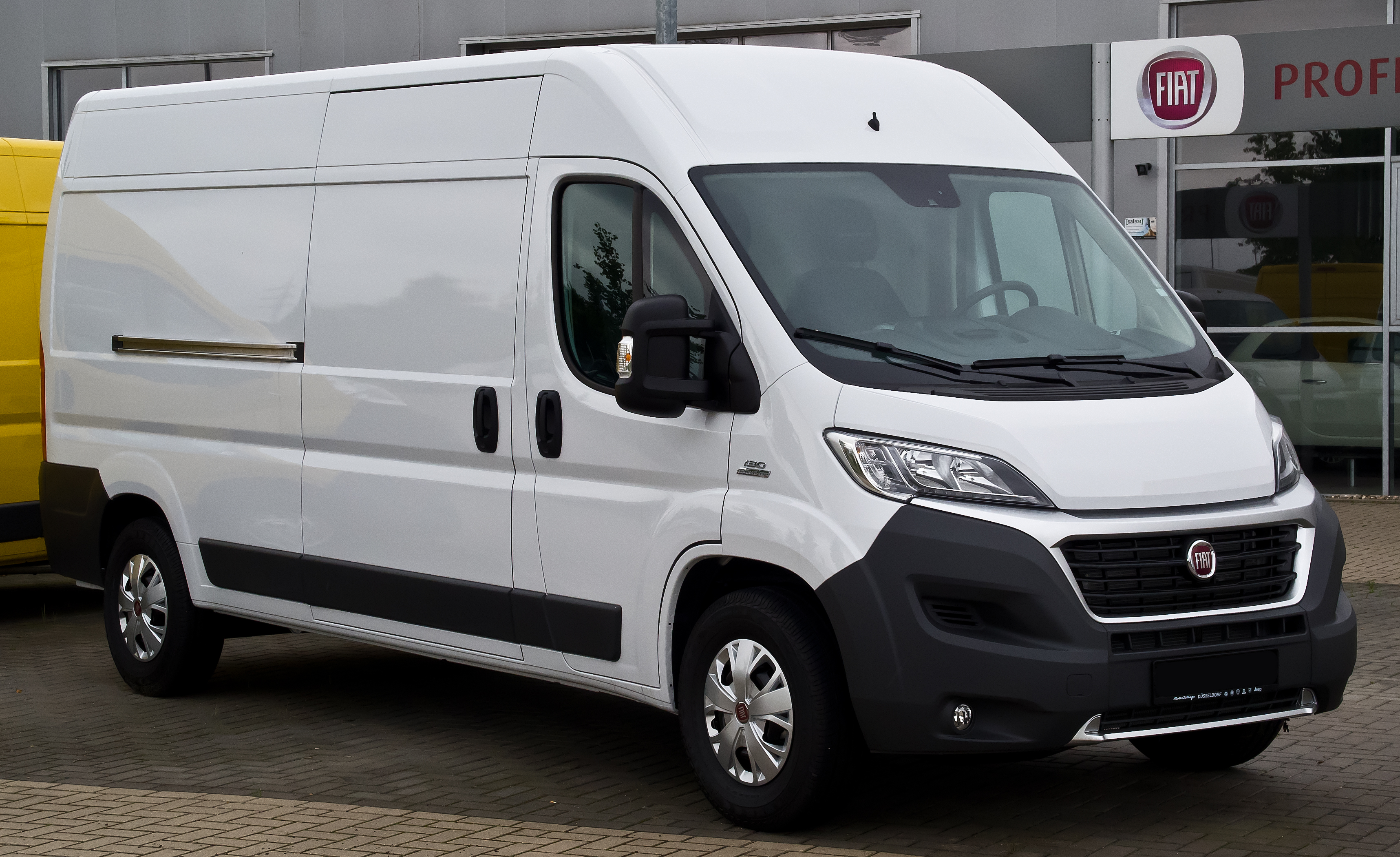
Fiat Ducato (2014–2023)
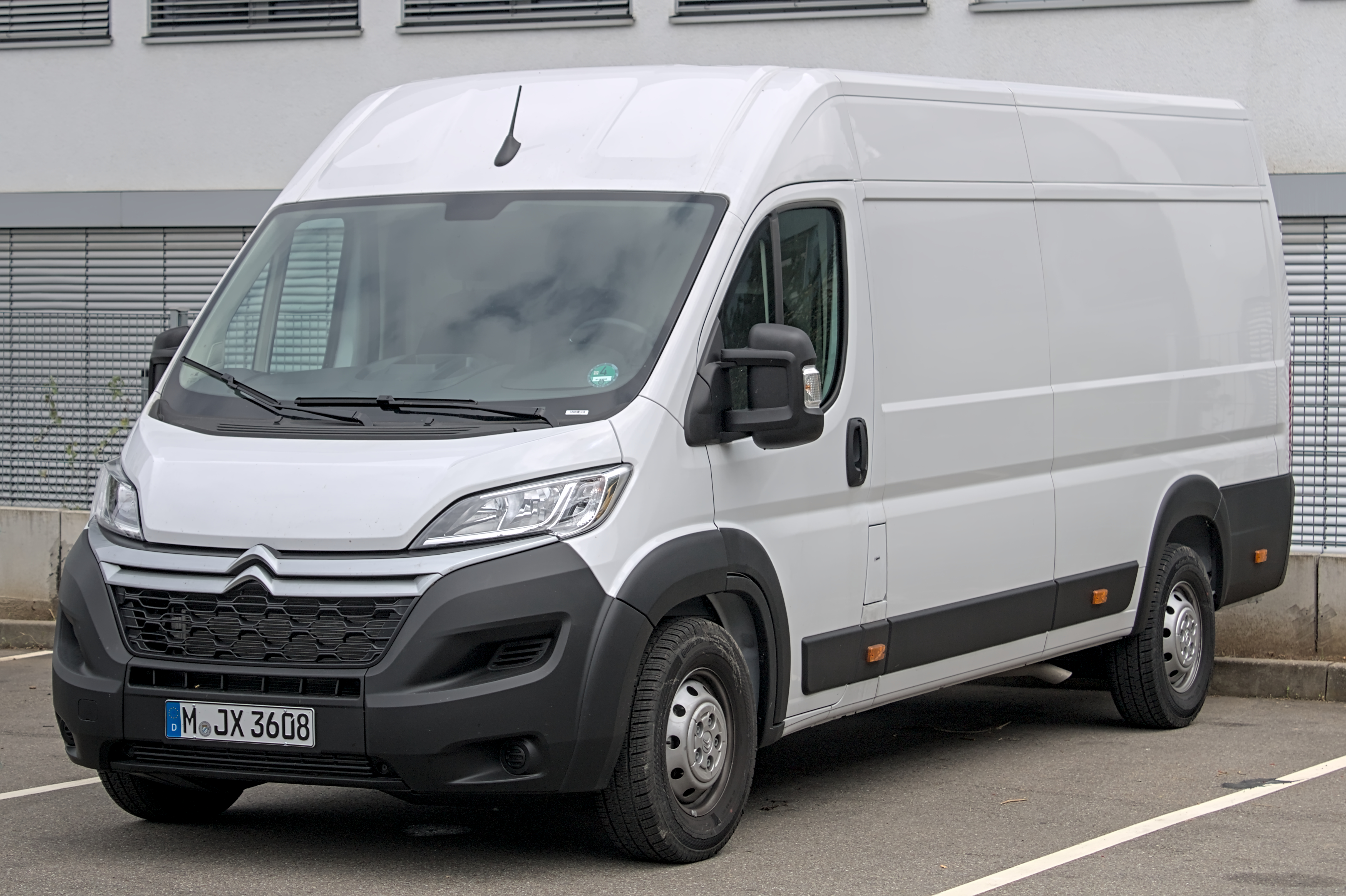
Citroën Jumper (2014–2023)
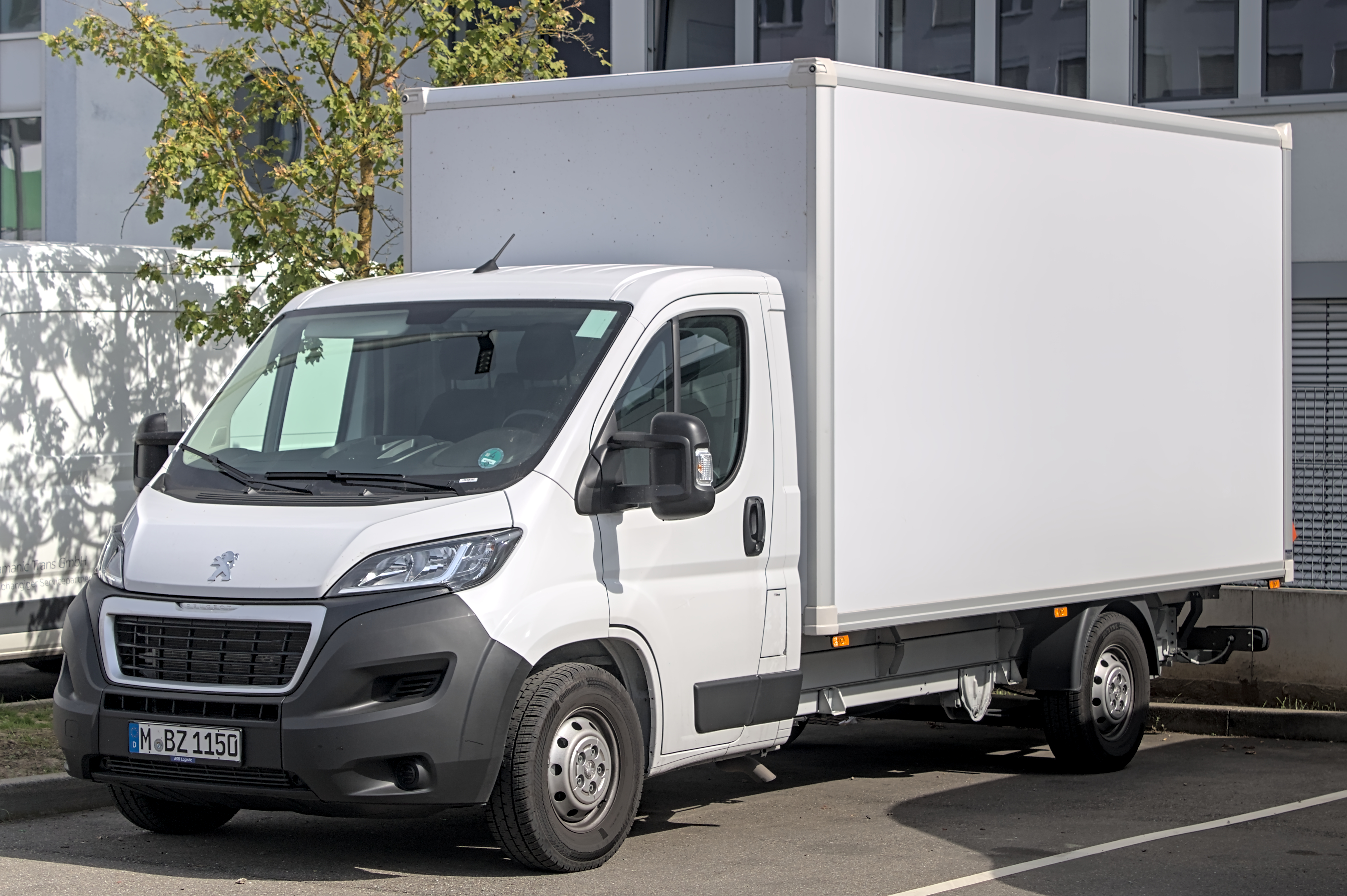
Peugeot Boxer (2014–2023)

### Modellpflege 2024
Eine weitere Modellpflege wurde im Oktober 2023 für das Modelljahr 2024 angekündigt. Neu gestaltet wurde die Frontpartie unterhalb der Motorhaube, die Rückleuchtengrafik und das Armaturenbrett.
Die Ausstattungsänderungen betreffen vor allem die erweiterten Assistenzsysteme, von denen einige nun wegen gesetzlicher Vorgaben serienmäßig sind, und ein neues optionales Infotainmentsystem.
Auf Motorenseite wurden die Multijet3 Motoren auf Euro 6e umgestellt und das bisherige optionale 9-Gang Wandlerautomatikgetriebe durch eine 8-Gang Version ersetzt.

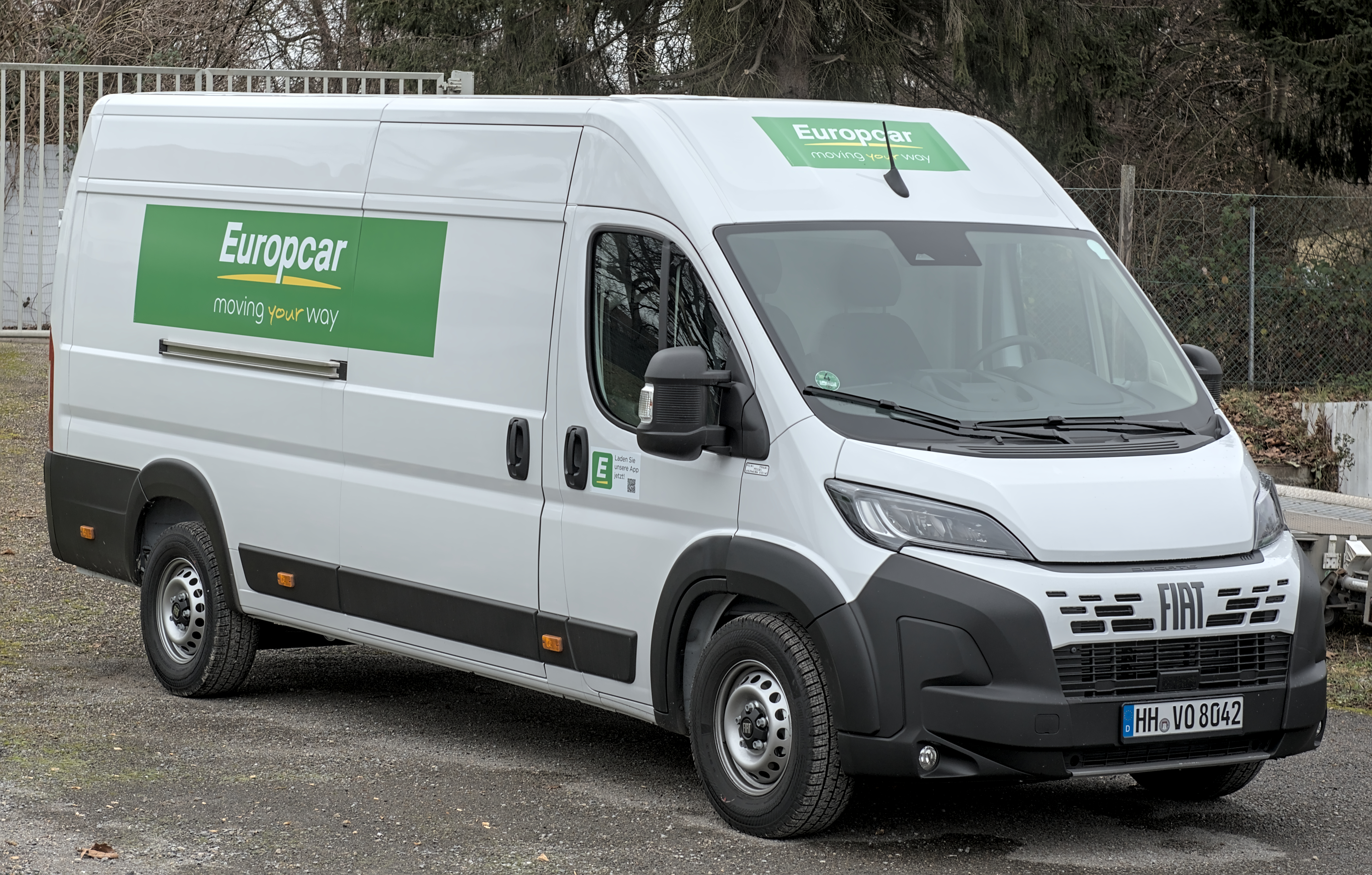
Fiat Ducato (seit 2023)
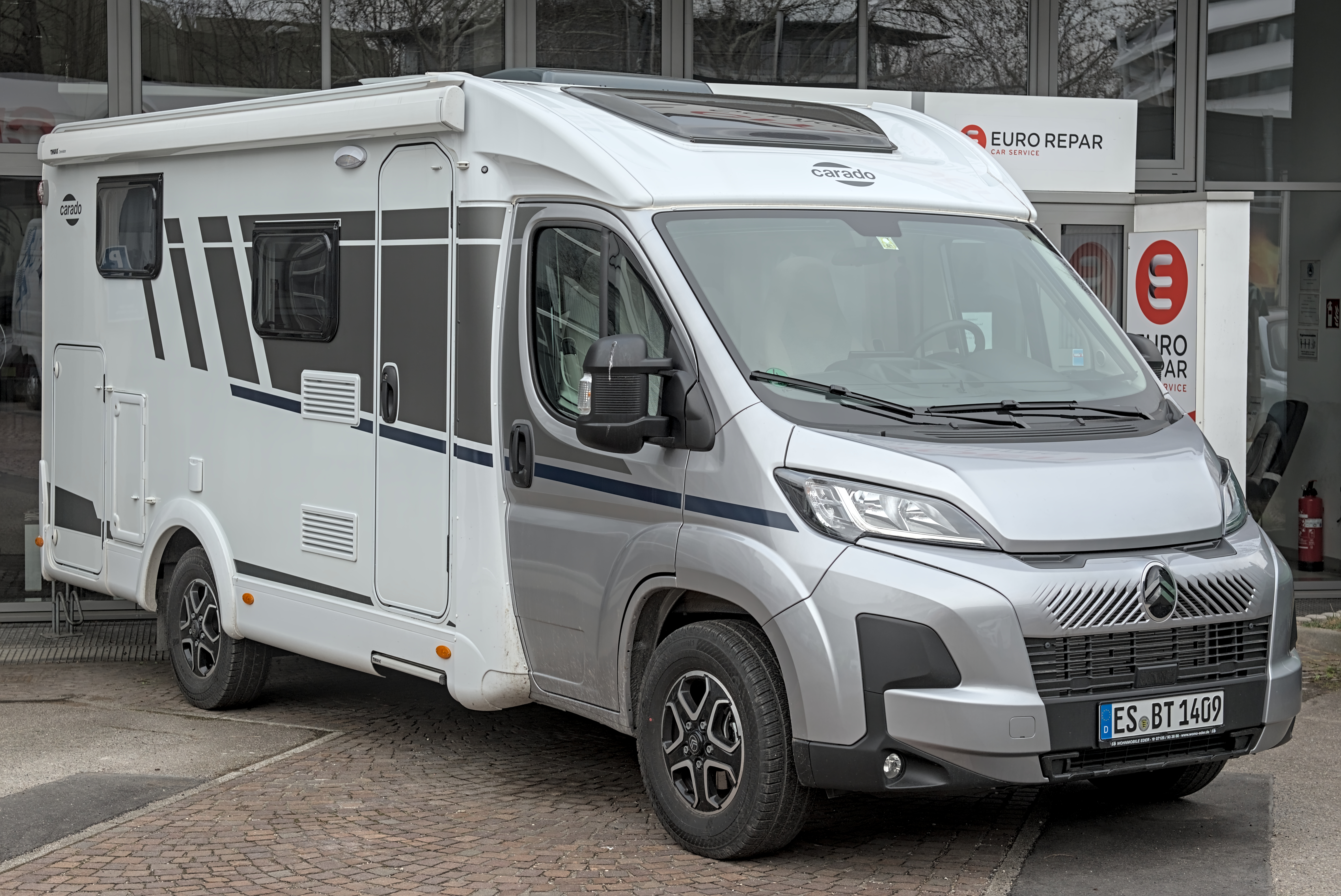
Citroën Jumper (seit 2023)
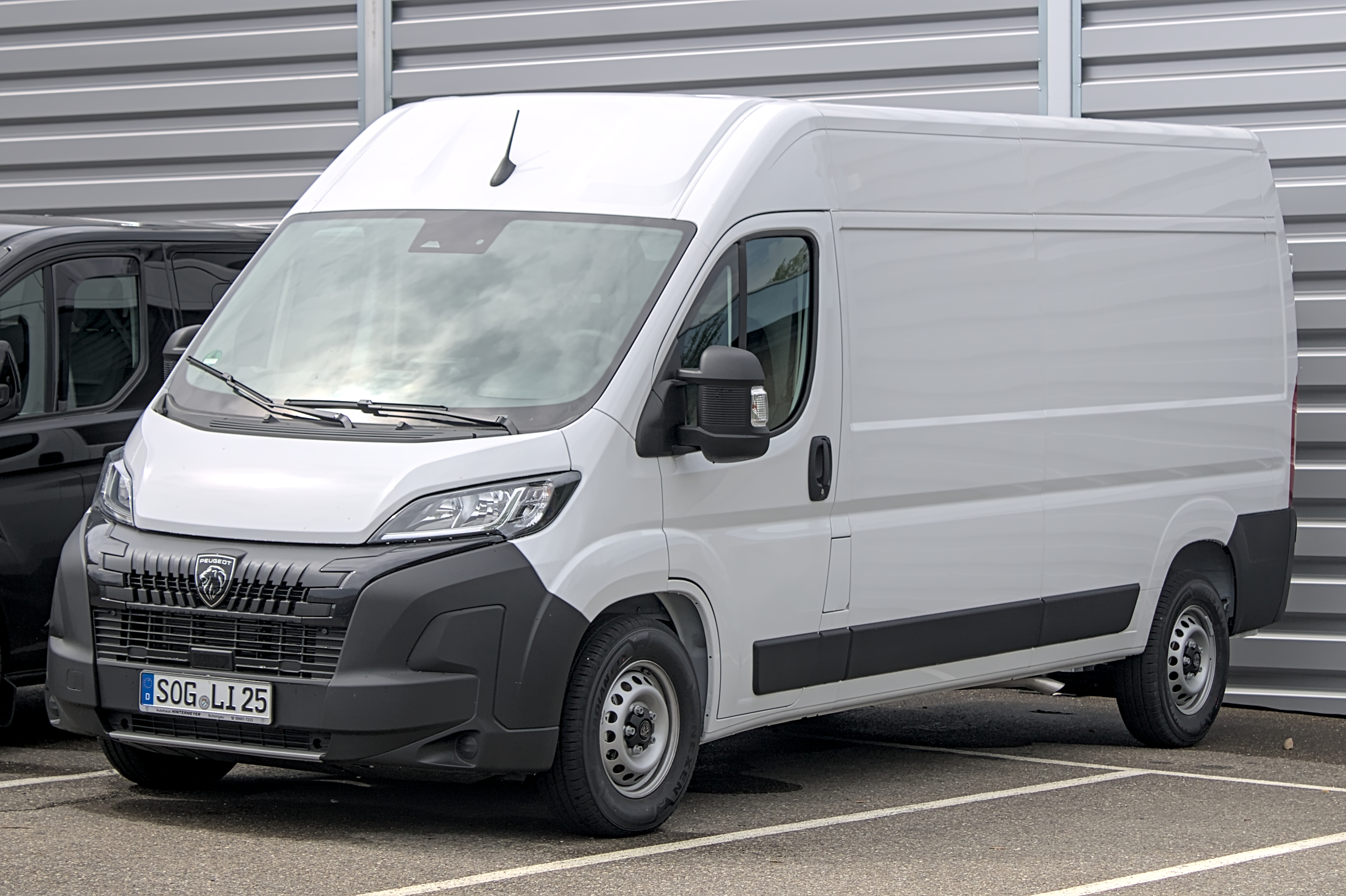
Peugeot Boxer (seit 2023)
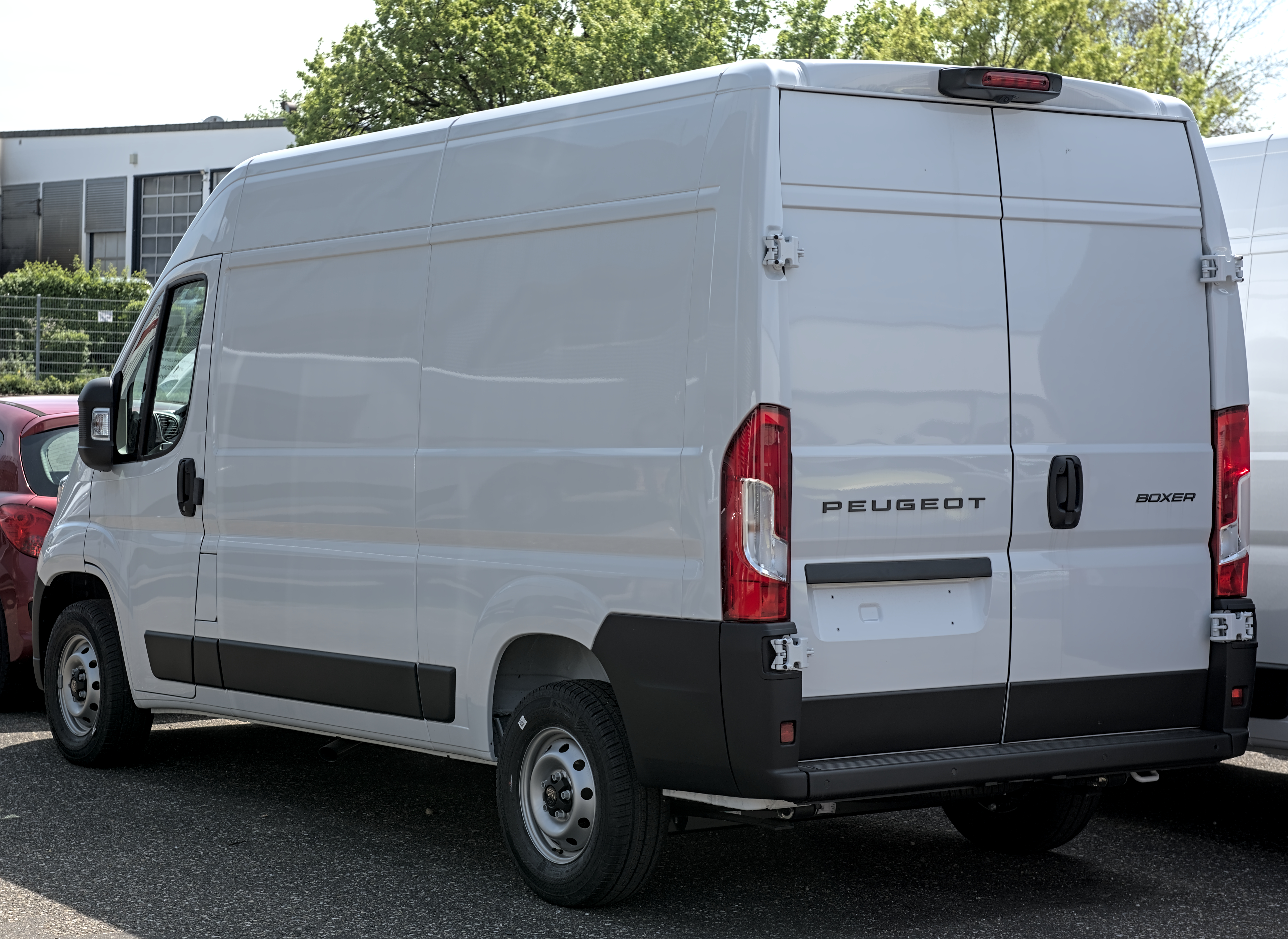
Heckansicht

### Überarbeitete Euro-6-Motoren (ab Herbst 2016)

#### Fiat Ducato
| Modell       | Hubraum cm³ | max. Leistung                | max. Drehmoment     |
| ------------ | ----------- | ---------------------------- | ------------------- |
| 115 Multijet | 1956        | 85 kW (115 PS) bei 4000/min  | 290 Nm bei 1750/min |
| 130 Multijet | 2287        | 96 kW (130 PS) bei 3600/min  | 320 Nm bei 1800/min |
| 150 Multijet | 2287        | 110 kW (150 PS) bei 3600/min | 380 Nm bei 1500/min |
| 180 Multijet | 2999        | 130 kW (177 PS) bei 3500/min | 400 Nm bei 1500/min |

Quellen:
Die Abgasbehandlung der Motoren war zunächst nur eine Niederdruck-Abgasrückführung.

#### Citroën Jumper / Peugeot Boxer
4-Zylinder-Dieselmotor mit Common-Rail-Direkteinspritzung und Abgasturboaufladung, Abgasreinigung durch Oxydationskatalysator, Rußpartikelfilter und SCR-Katalysator
| Modell      | Hubraum cm³ | max. Leistung                | max. Drehmoment     |
| ----------- | ----------- | ---------------------------- | ------------------- |
| BlueHDi 110 | 1997        | 81 kW (110 PS) bei 3500/min  | 304 Nm bei 1500/min |
| BlueHDi 130 | 1997        | 96 kW (131 PS) bei 3750/min  | 350 Nm bei 1750/min |
| BlueHDi 160 | 1997        | 120 kW (163 PS) bei 3750/min | 350 Nm bei 1750/min |

### Überarbeitete Euro-6d-Temp-Motoren (Juni 2019)

#### Citroën Jumper / Peugeot Boxer
| Modell      | Hubraum cm³ | max. Leistung                | max. Drehmoment     |
| ----------- | ----------- | ---------------------------- | ------------------- |
| BlueHDi 120 | 2179        | 88 kW (120 PS) bei 3500/min  | 310 Nm bei 1500/min |
| BlueHDi 140 | 2179        | 103 kW (140 PS) bei 3750/min | 340 Nm bei 1750/min |
| BlueHDi 165 | 2179        | 121 kW (165 PS) bei 3750/min | 370 Nm bei 1750/min |

### Überarbeitete Euro-6d-Temp-Motoren (2020)

#### Fiat Ducato Dieselmotor
Verfügt nun über SCR-Technik (AdBlue) zur Abgasreinigung, um die 6d-Temp-Norm (Abgasnorm) zu erfüllen. Alle Motoren sind nun mit VTG-Turboladern (variable Schaufelgeometrie für ein effektiveres Ansprechen) ausgestattet.
In der Leistungsstufe 160 PS und 180 PS hat der MultiJet2 eine verstärkte Kurbelwelle, andere Kolben und einen modifizierten Turbolader.
Die kleinste Leistungsstufe basiert nun ebenfalls auf dem standfesteren 2,3-l-Motor, der wie die anderen neuen Plattformmotoren (ausgenommen Citroën, Peugeot) vom Nutzfahrzeugmotorenhersteller FPT Industrial (Iveco) produziert wird.
| Modell        | Hubraum cm³ | max. Leistung                | max. Drehmoment           |
| ------------- | ----------- | ---------------------------- | ------------------------- |
| 120 Multijet2 | 2287        | 88 kW (120 PS) bei 2750/min  | 320 Nm bei 1400–2500/min  |
| 140 Multijet2 | 2287        | 103 kW (140 PS) bei 3500/min | 350 Nm bei 1400–2500/min  |
| 160 Multijet2 | 2287        | 117 kW (160 PS) bei 3500/min | 380 Nm* bei 1500–2750/min |
| 180 Multijet2 | 2287        | 130 kW (177 PS) bei 3500/min | 400 Nm* bei 1500–3000/min |

*Mit dem 9-Stufen-Automatikgetriebe verfügt der 160-MultiJet2-Motor über 400 Nm Drehmoment und der 180 MultiJet2 über 450 Nm Drehmoment.

#### Fiat Ducato Erdgasmotor
| Modell            | Hubraum cm³ | max. Leistung                | max. Drehmoment          |
| ----------------- | ----------- | ---------------------------- | ------------------------ |
| 140 Natural Power | 2999        | 100 kW (136 PS) bei 3500/min | 350 Nm bei 1500–2700/min |

Der Erdgastank bietet eine Reichweite von bis zu 400 km, bevor automatisch auf Benzin umgeschaltet wird. Das Fahrzeug kann vielerorts eingesetzt werden, wo für Fahrzeuge mit Dieselantrieb Fahrverbote gelten.

### Überarbeitete Euro-6d-Final-Motoren (2021)
Seit der Abgasnorm 6d-Final kommen keine Motoren vom Nutzfahrzeugmotorenhersteller FPT Industrial (Iveco) mehr zum Einsatz. Stattdessen kommt eine neu entwickelte Motorengeneration, welche auf dem 2,2-Liter-Vierzylinder-Diesel aus dem Jeep Wrangler basiert, zum Einsatz. Die 160-MultiJet3-Variante wurde allerdings bereits 2022 wieder aus dem Angebot genommen.
| Modell        | Hubraum cm³ | max. Leistung                | max. Drehmoment           |
| ------------- | ----------- | ---------------------------- | ------------------------- |
| 120 Multijet3 | 2184        | 88 kW (120 PS) bei 3500/min  | 320 Nm bei 1400–2500/min  |
| 140 Multijet3 | 2184        | 103 kW (140 PS) bei 3500/min | 350 Nm* bei 1400–2500/min |
| 160 Multijet3 | 2184        | 117 kW (160 PS) bei 3500/min | 380 Nm* bei 1500–2750/min |
| 180 Multijet3 | 2184        | 130 kW (177 PS) bei 3500/min | 380 Nm* bei 1500–3000/min |

*Mit dem 9-Stufen-Automatikgetriebe verfügt der 140-MultiJet3-Motor über 380 Nm Drehmoment, 160-MultiJet3-Motor über 400 Nm Drehmoment und der 180-MultiJet3 über 450 Nm Drehmoment.

### Überarbeitete Euro-6e-Motoren (2024)
2024 wurden die Multijet3 Motoren auf die Abgasnorm Euro 6e umgestellt. Sie werden in den Leistungsstufen 120 und 140 angeboten.
Ein neu entwickelter Turbodieselmotor (2,2-Liter-Vierzylinder) leistet maximal 132 kW (180 PS). Die Multijet-Direkteinspritzung der vierten Generation und eine Abgasrückführung mit doppeltem Kreislauf senken laut Hersteller Dieselverbrauch und Emissionen.
| Modell        | Hubraum cm³ | max. Leistung                | max. Drehmoment           |
| ------------- | ----------- | ---------------------------- | ------------------------- |
| 120 Multijet4 | 2184        | 88 kW (120 PS) bei 3500/min  | 320 Nm bei 1400–2500/min  |
| 140 Multijet4 | 2184        | 103 kW (140 PS) bei 3500/min | 350 Nm* bei 1400–2500/min |
| 180 Multijet4 | 2184        | 132 kW (180 PS) bei 3500/min | 380 Nm* bei 1500–3000/min |

*Mit dem neuen 8-Stufen-Automatikgetriebe liefert der 180-MultiJet4 bis zu 450 Nm Drehmoment und der 140-MultiJet4-Motor bis zu 380 Nm Drehmoment.

### e-Ducato (ab 2019)
2019 wurde der e-Ducato als Prototyp vorgestellt. Ein Jahr lang wurden 28.000 Fahrzeuge mit Verbrennungsmotor überwacht und die Daten ausgewertet in Bezug auf Kilometerleistung, Variabilität, Treibstoffkosten, Fahrzeugnutzung und Temperatur. Im Juni 2020 wurde der batteriebetriebene e-Ducato basierend auf diesen Analysen vorgestellt. Die Reichweite nach NEFZ liegt zwischen 220 und 360 km. Das Fahrzeug hat einen bei 280 Nm maximal 90 kW leistenden Motor. Er wird bei 100 km/h abgeregelt. Die Aufbauten sind wie bei anderen Ducato verfügbar mit einem Ladevolumen bis zu 17 Kubikmeter und 1950 kg Zuladung. Vorerst ist der e-Ducato im Rahmen von Pilotprojekten für ausgewählte Kunden verfügbar.

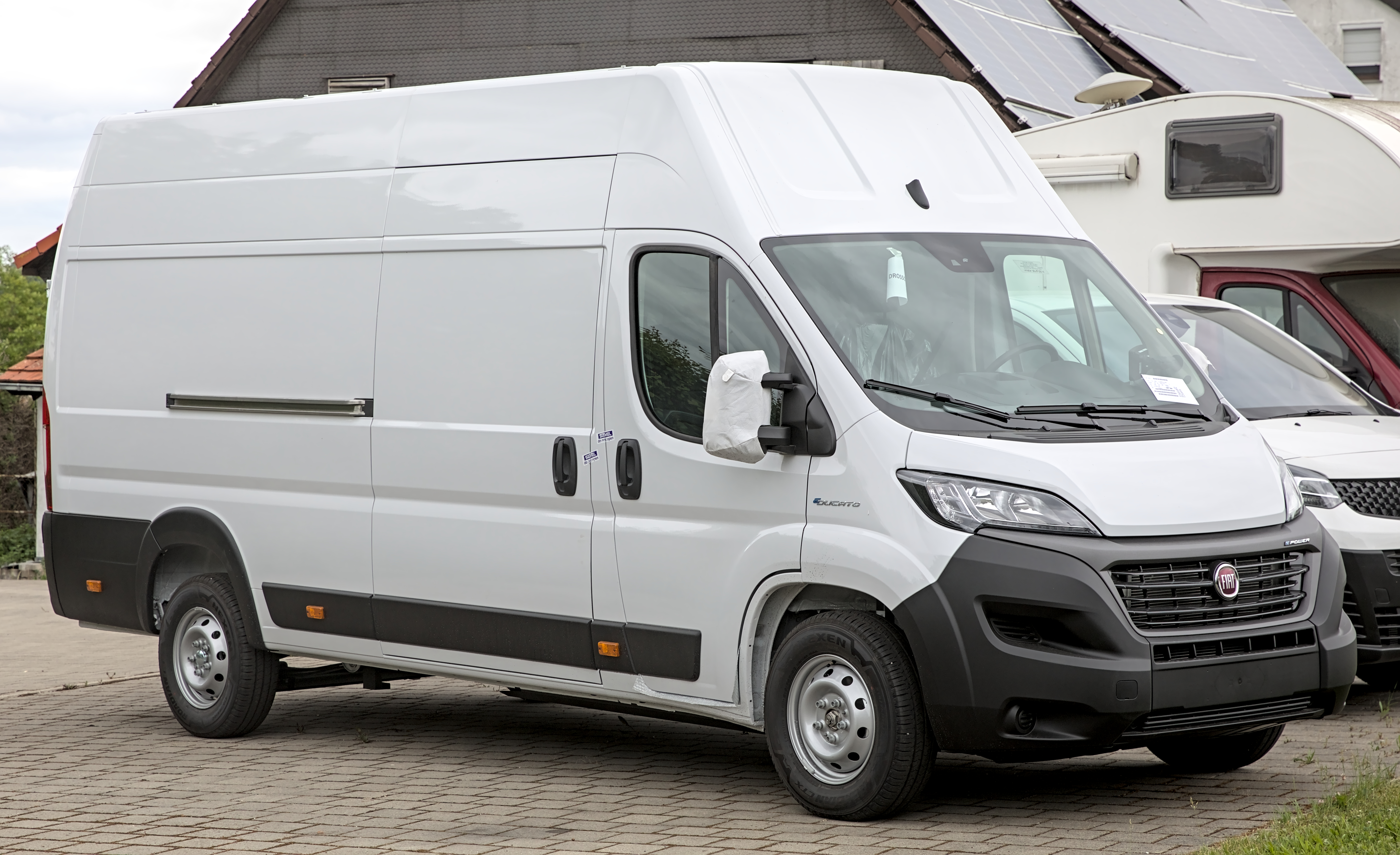
Fiat e-Ducato
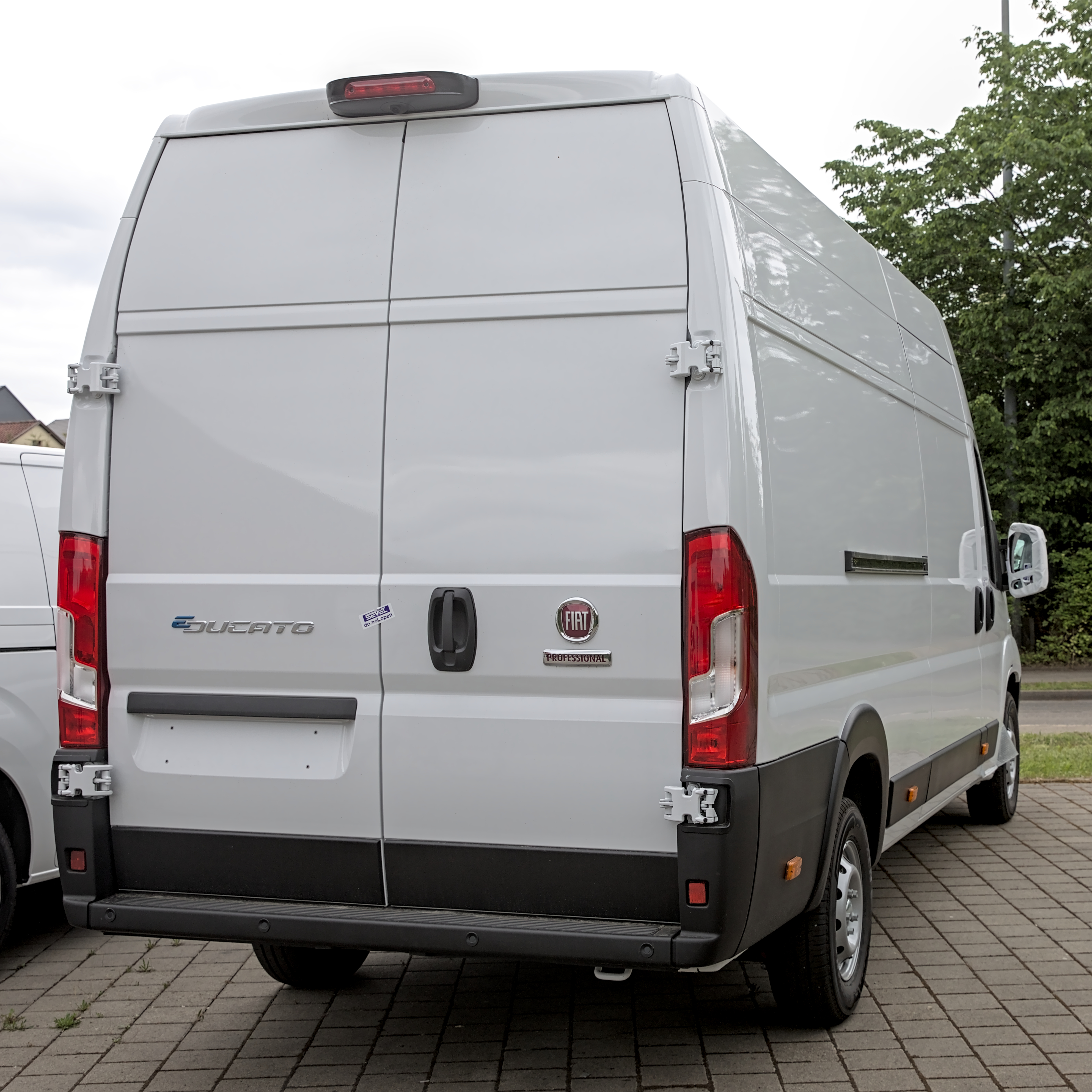
Heckansicht

### e-Ducato (seit 2024)
Zum Modelljahr 2024 bekam der e-Ducato eine neue 110-kWh-Batterie, die eine elektrische Reichweite von bis zu 420 km im WLTP-Zyklus ermöglichen soll, sowie einen neuen Motor mit einer Leistung von bis zu 200 kW (270 PS) und einem Drehmoment von 410 Nm.
Das neue Ladesystem verfügt über zwei serienmäßige Ladegeräte, die bis zu 11 kW Wechselspannung oder bis zu 150 kW Gleichspannung für eine Batterieladung in 55 Minuten aufnehmen können.
Er hat drei Fahrmodi: Eco, Normal, Power. Das E-Coasting-Niveau kann über spezielle Schaltwippen am Lenkrad ausgewählt werden, um zwischen dem regenerativen Bremsen und dem Freilaufmodus zu wählen.
Zudem sind im Modelljahr 2024 des e-Ducato die Assistenten „Full Brake Control System“, Verkehrszeichenerkennung, Spurhalteassistent, Aufmerksamkeitsassistent und der Intelligente Geschwindigkeitsassistent serienmäßig.
Außerdem umfasst der Serienumfang nun Keyless Entry and Go, Voll-LED Scheinwerfer, elektrische Feststellbremse, 10-Zoll-Radionavigationssystem mit neuen spezifischen EV-Funktionen, digitales 7-Zoll-Cockpit und Rückfahrkamera.

### Opel Movano seit 2021
Seit 2021 wird auch der Opel Movano auf Basis der Baureihe produziert. Die ersten beiden Generationen teilten sich noch die Plattform mit dem Renault Master, die Integration Opels in den PSA-Konzern im Jahr 2017 und die Fusion von PSA und FCA 2021 waren die Grundlage für die Umstellung.

### Toyota Proace Max seit 2024
Im November 2023 wurde die Baureihe auch von Toyota als Proace Max vorgestellt.

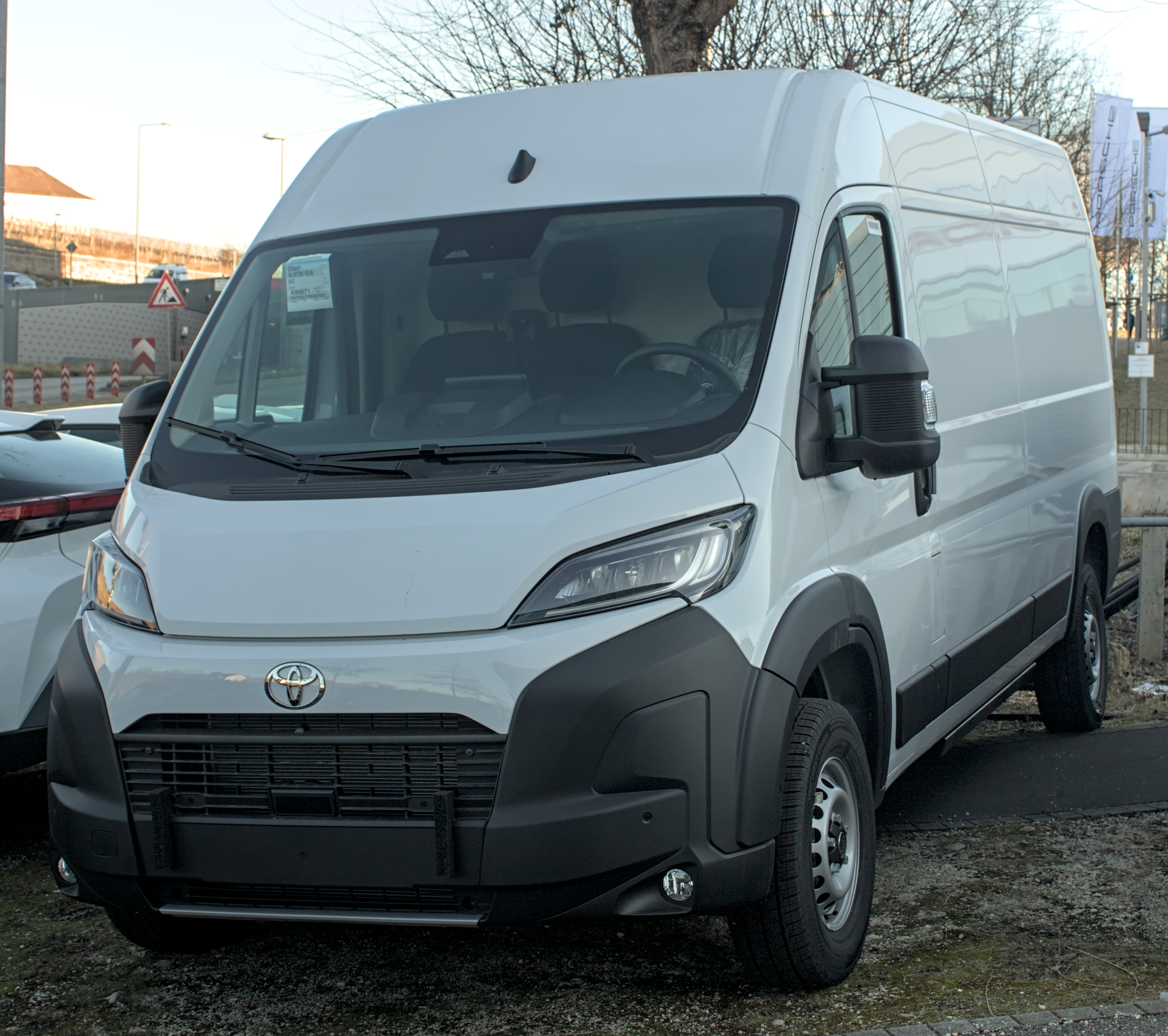
Toyota Proace Max

### Iveco eSuperJolly ab 2026
Im Juni 2025 präsentierte Iveco das Fahrzeug als eSuperJolly gemeinsam mit dem kleineren Iveco eJolly (2,8 bis 3,2 t zGG, baugleich Fiat Scudo etc.).

## Caselani Umbausatz
Seit 2017 bietet der italienische Karosseriebauer Caselani Automobili Bausätze im Retro-Stil an, um Fahrzeuge der Baureihe so zu modifizieren, sodass sie wegen ihres wellblechartigen Designs an den Citroën Typ H erinnern.

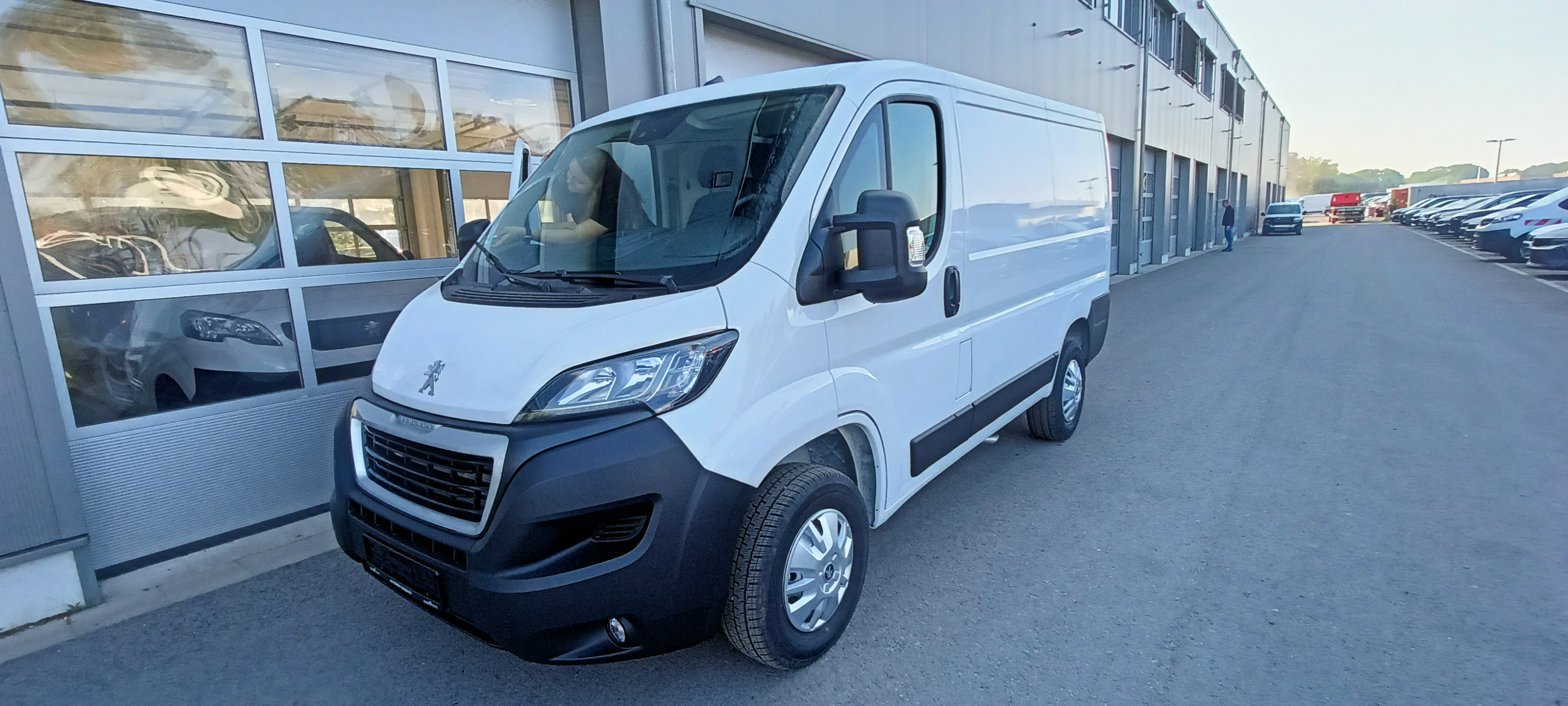
Peugeot Boxer vor dem Umbau
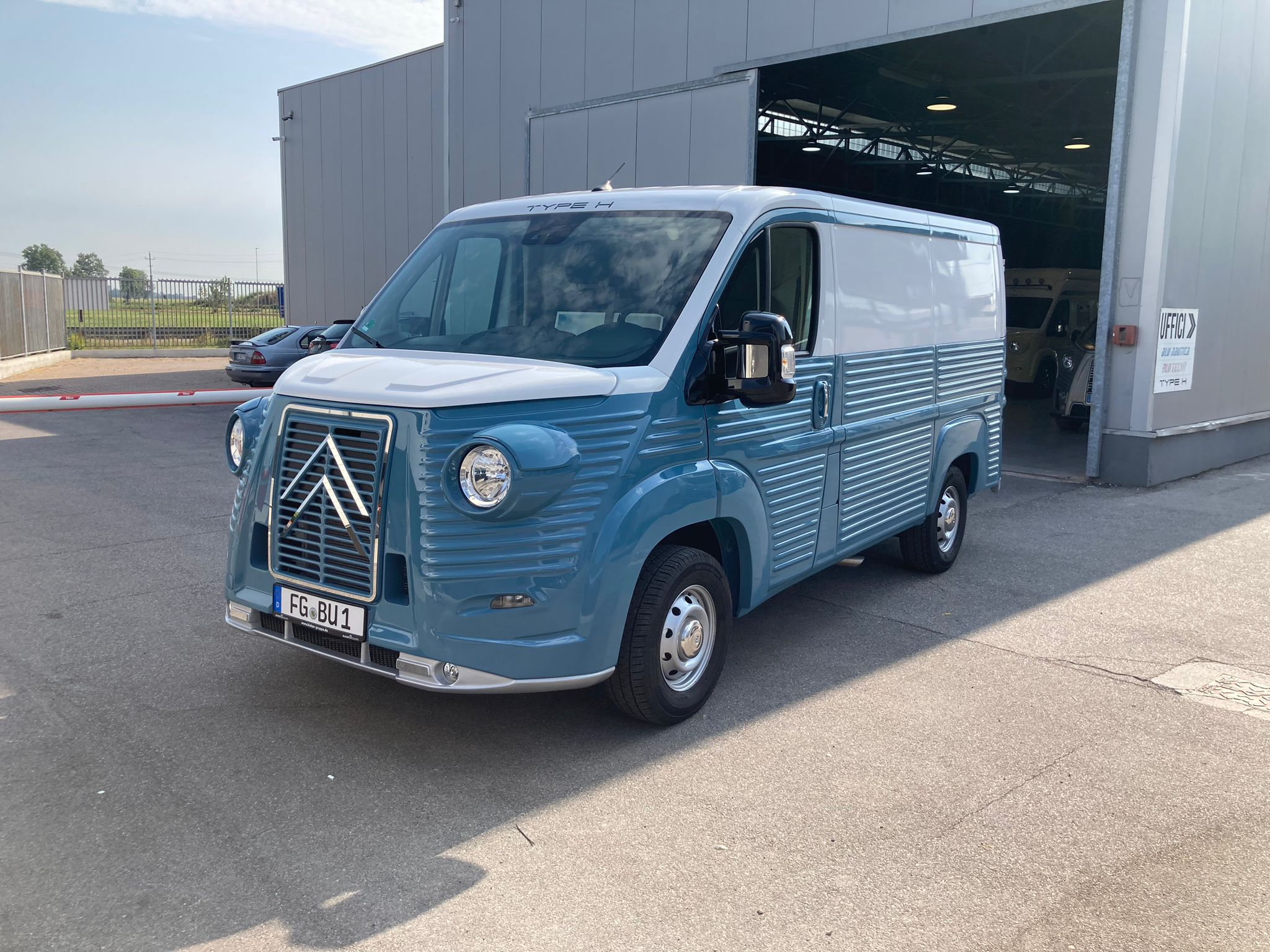
Das gleiche Fahrzeug danach
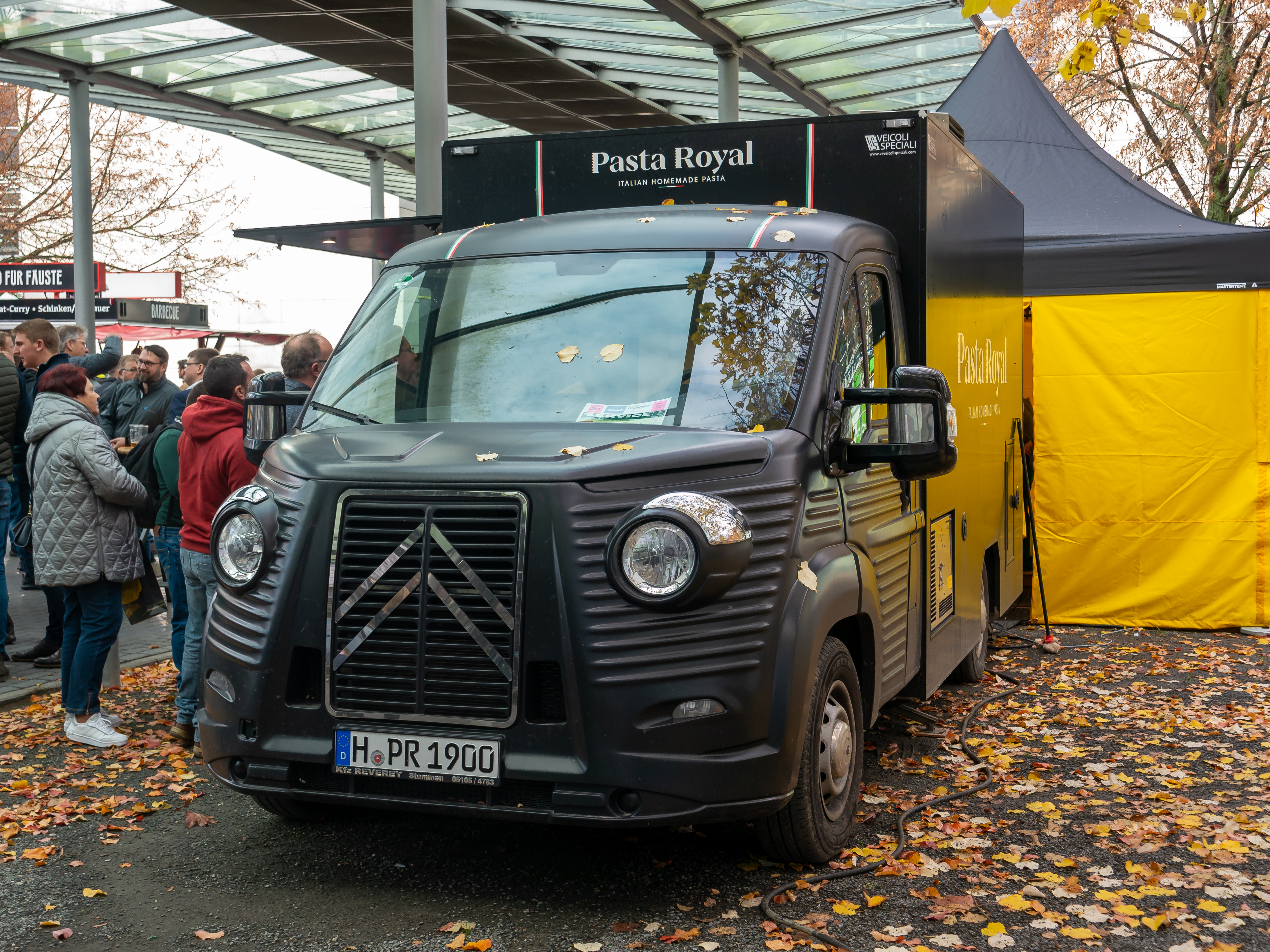
Foodtruck an der Agritechnica
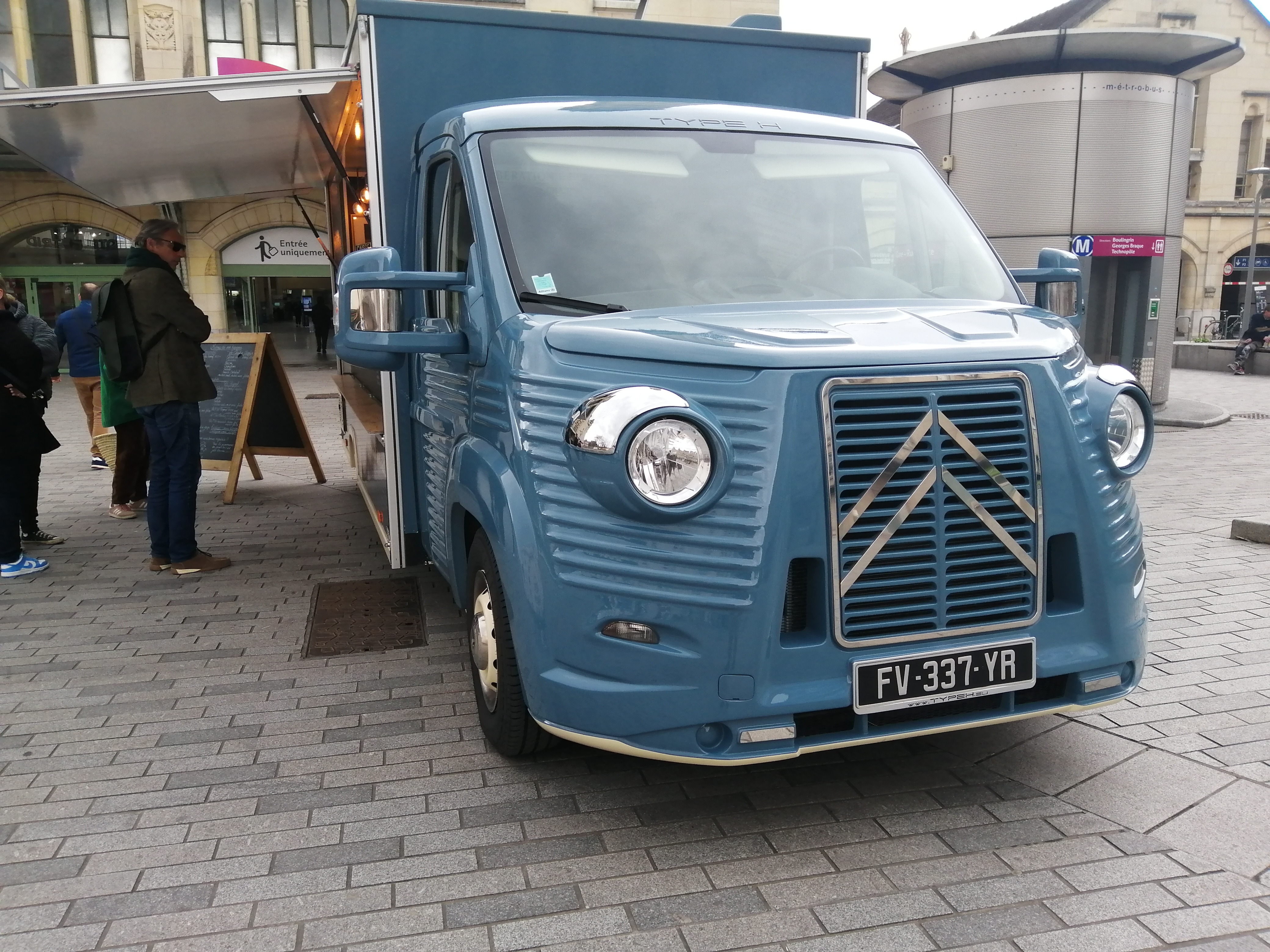
Verkaufsfahrzeug am Hauptbahnhof in Rouen